# شیر و خورشید
شیر و خورشید از نمادهای ملی ایران است که تا پیش از انقلاب ۱۳۵۷ به‌صورت رسمی مورد استفاده بود. این نشان آمیزه‌ای از فرهنگ‌های کهن بین‌النهرین، ایران، عرب، ترک، یهودی، شیعی و مغول است. نشان شیر و خورشید ریشه در ستاره‌بینی دارد؛ به بیان دقیق‌تر، نمایانگر جایگاه خورشید در صورت فلکی شیر است.
در هنگام زمامداری دودمان‌های ترک و نزدیک سده ششم هجری، نشان شیر و خورشید از ستاره‌بینی به کارهای هنری در قلمرو اسلامی از مصر تا آسیای میانه وارد شد. از دوران سلجوقیان روم سکه‌هایی با نقش شیر و خورشید را می‌توان یافت و سپس این نشان از سده نهم هجری (پانزدهم میلادی) به‌طور ناپیوسته بر روی پرچم‌های ایران نقش بسته است.
نشان شیر و خورشید در هر دودمانی از تاریخ ایران به گونه‌های مختلفی تعبیر شده است. در آغاز تنها نشانی اخترشناسانه بوده است نه نمادی حکومتی. در دوران صفویه این نشان تعبیری شیعی/ایرانی پیدا می‌کند. از زمان شاهان پس از آقامحمدخان قاجار و هم‌زمان با دگرگونی‌های فکری و اجتماعی در آن هنگام، تعبیر شیعی این نشان رفته‌رفته کمرنگ شد. در این دوران این نشان، نادرست به ایران پیش از اسلام نسبت داده می‌شود. نشان شیر و خورشید پس از انقلاب ۱۳۵۷ ایران با نشان کنونی جمهوری اسلامی ایران جایگزین شد.

## ریشه‌های نشان شیر و خورشید

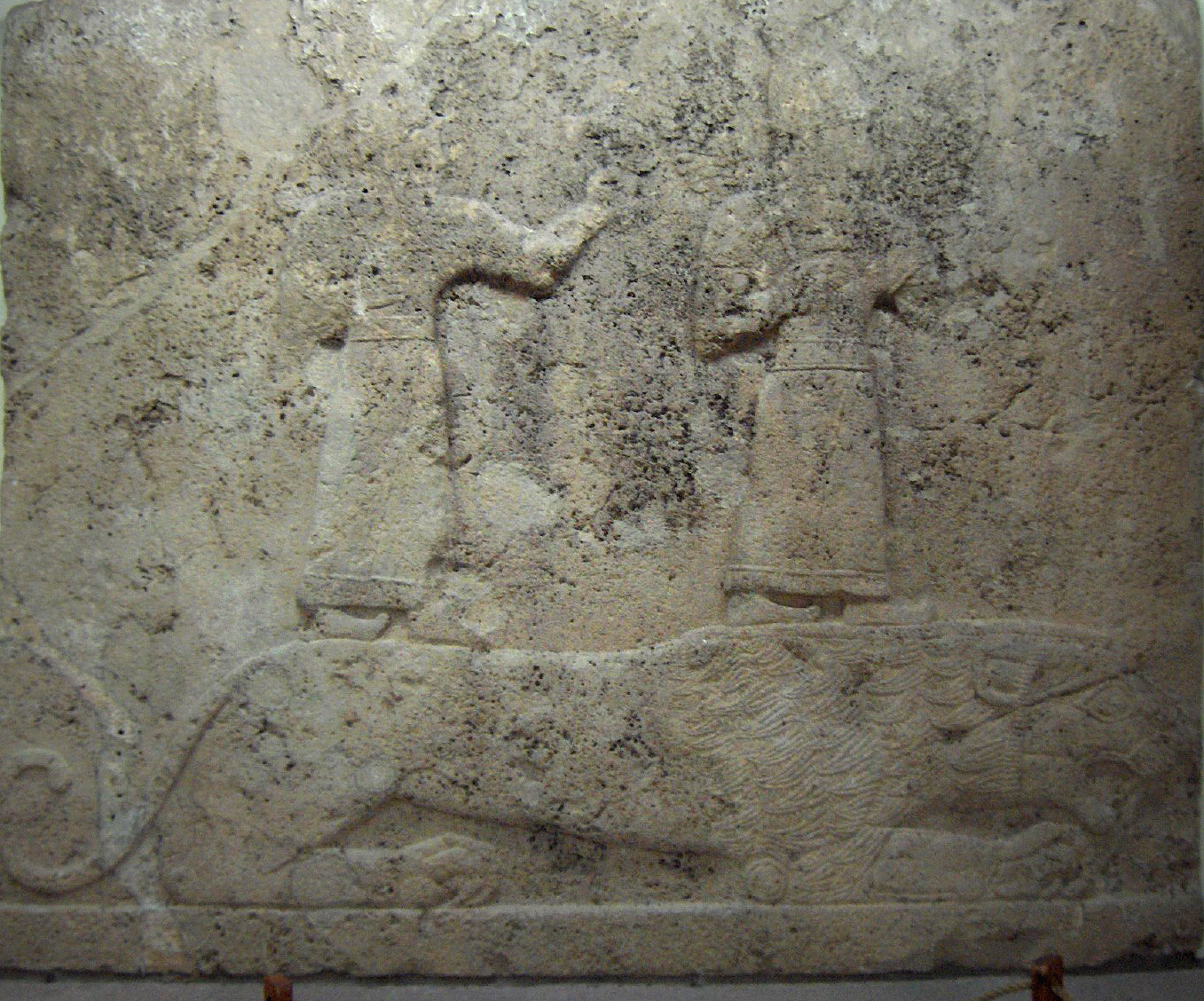
خدایان خورشید و ماه نشسته بر پشت شیر؛ سنگ‌نگاره مربوط به هیتی نو؛ ۹۵۰–۸۵۰ پیش از میلاد مسیح

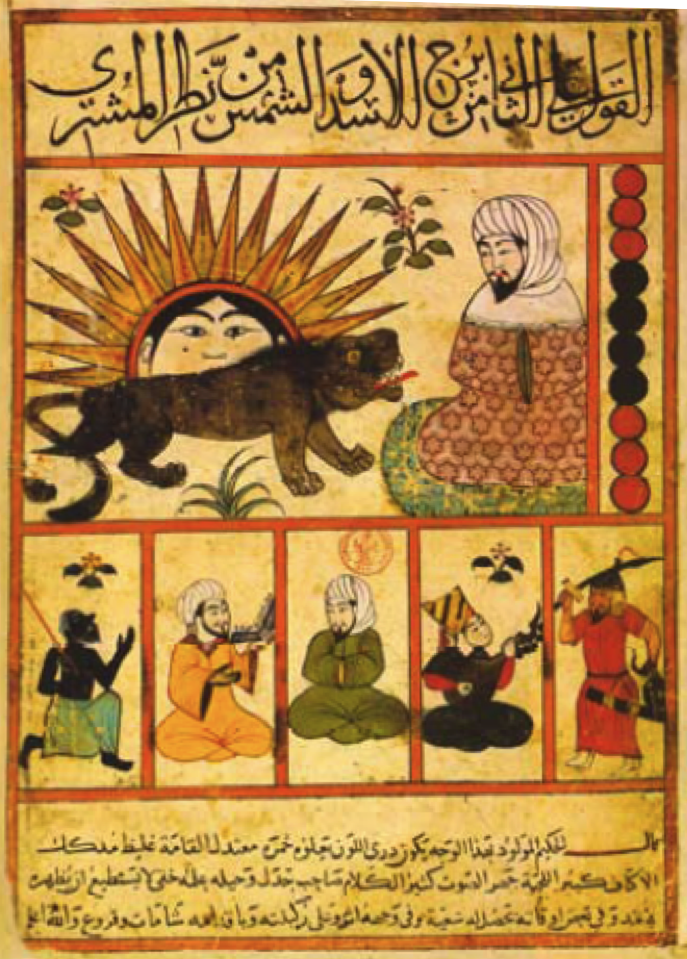
نمونه‌ای از تصویر نجومی و ستاره‌بینی خورشید در برج اسد (شیر). تصویر مربوط به قرن ۱۵ میلادی

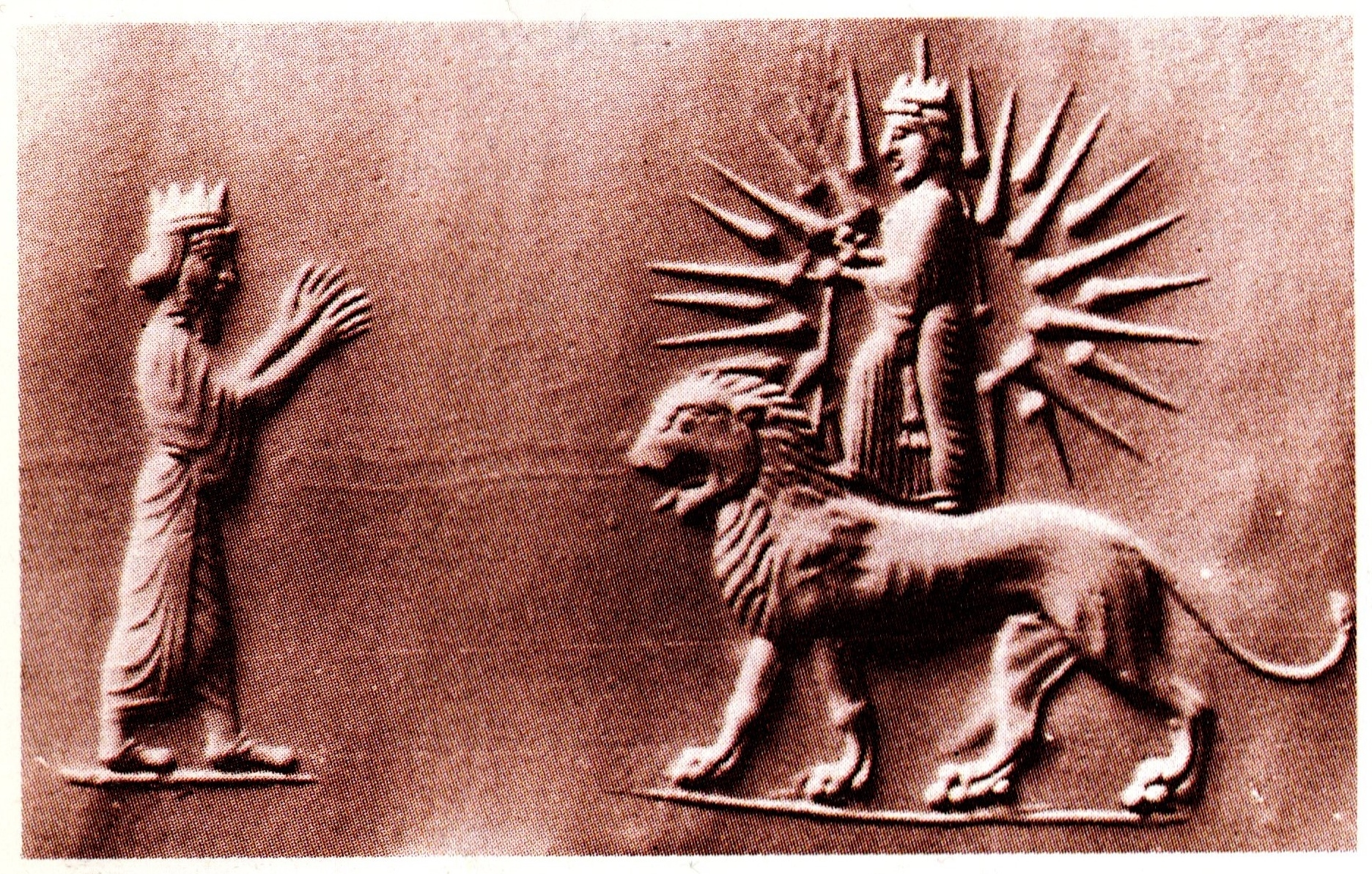
ایزد بانو آناهیتا در برابر اردشیر دوم (سوم) ایستاده بر شیر و در میان خورشید. یافته شده در آناتولی

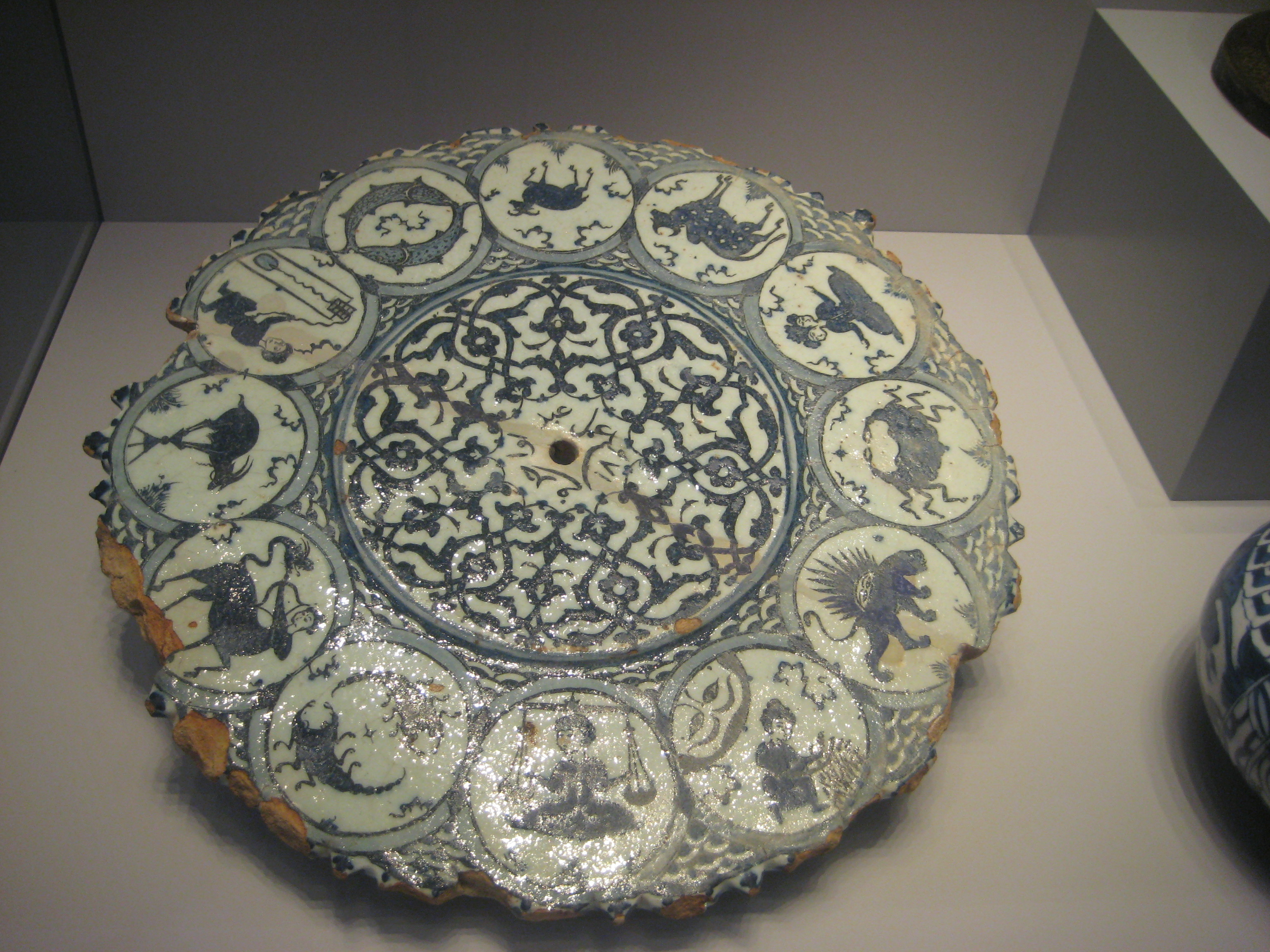
نمونه‌ای منطقةالبروج اسلامی و یکی از برج‌های ۱۲ گانه: خورشید در برج اسد، موزه پرگامون برلین، آلمان

بخش بزرگی از شواهد و متون ادبی و باستان‌شناسی، که احمد کسروی، مجتبی مینوی و سعید نفیسی گردآوری و بررسی کرده‌اند، نشان می‌دهد که نشان ستاره‌بینی خورشید در صورت فلکیِ اسد در منطقةالبروج از قرن ششم هجری نقشی نمادین و رایج شد. همین پژوهش‌ها نشان می‌دهد که این نشان از ستاره‌بینی و اخترشناسی وارد فرهنگ عام، نشان‌ها و نقوش هنری شده است و از آنجا به‌تدریج و در حدود سده پانزدهم میلادی (نهم هجری) به نقش‌های روی پرچم‌ها وارد می‌شود.
به گفتهٔ شاپور شهبازی در ایرانیکا این نماد «تلفیقی از سنن کهن ایران و عرب و ترک و مغول بود». افسانه نجم‌آبادی، استاد دانشگاه هاروارد، بیان می‌کند که نشان شیر و خورشید موفقیت بی نظیری در میان نشان‌های موجود در ایران برای نشان دادن هویت امروزی ایرانی داشته است. این نشان از تمام فرهنگ‌های مطرح در تاریخ ایران تأثیر گرفته است، به‌طوری‌که نشان‌ها و تعبیرهای زرتشتی، شیعه، ترکی، یهودی را یکجا جمع نموده است. تحول این نشان را می‌توان به اختصار چنین تشریح کرد:

### ریشه در ستاره‌بینی
ستاره‌شناسان باستان به وجود ارتباطی بین موقعیت ستارگان و پدیده‌های زمینی باور داشتند. آن‌ها دوازده برج آسمانی را میان هفت جسم گردان آسمانی از جمله خورشید تقسیم می‌کردند و هر یک یا دو برج را ویژهٔ یکی از جرم‌ها و خانهٔ آن جرم آسمانی می‌پنداشتند. آن‌ها برج اسد را خانهٔ خورشید می‌دانستند. خواجه نصیرالدین طوسی در منظومه خود در ستاره‌شناسی می‌نویسد:
| اولین از بروج با هشتم       |  | نام آن بره و دگر کژدم     |
| هر دو مریخ را شدند بیوت     |  | همچو برجیس را کمان با حوت |
| زهره را خانه ثور و هم میزان |  | شمس را شیر و ماه را سرطان |
| تیر را خانه و شه و جوزا     |  | مر زحل راست جدی و دلوعطا  |

در شعرهای شاعران ایران نیز چنین باوری را می‌توان یافت. قطران تبریزی دربارهٔ رفتن پادشاه آذربایجان به دیدن شاه گنجه چنین گفته است:
| اگر به خانه شیر آمده است شید رواست |  | بدان‌که خانه شیداست شیر بر گردون |

### ریشه در سنت‌های سامی
الکساندر کرَپ طی مطالعاتی که بر روی تمدن‌های باستانی میان رودان، مصر و آناتولی انجام داده است به ارتباط نزدیک بین خورشید و شیر در باورها، اساطیر و خدایان در این تمدن‌ها اشاره می‌نماید. او ردپای ارتباط شیر و خورشید را، از سنت‌های خاور نزدیک به ستاره‌بینی در میان رودان و از ستاره‌بینی تا نشان شیر و خورشید مرسوم در ایران ردیابی می‌کند. از نمونه‌های پیوستگی نزدیک شیر و خورشیدِ کرَپ به شَمَش، خدای خورشید بابلیان اشاره می‌کند که به‌صورت شیر نمایش داده می‌شده است. یا آهی بزرگ فرعون مصر «شیر فرزند خدای خورشید» نامیده می‌شده است. در فلسطین، سامسون پهلوان کشندهٔ شیر، خود در اصل شیری بوده است که فرزند بَعل شَمَش، خدای خورشید بوده است.
به نوشته کیندرمن در دانشنامه اسلام، نشان شیر و خورشید در ایران بعد اسلام بیش‌تر برگرفته از نشان ستاره‌بینی، خورشید در برج اسد است. روشن است که هنر اسلامی بسیاری از سنت‌ها را بدون تغییر آشکاری از تمدن‌های قبل به قرض گرفته بود. ممکن نیست که سرآغاز چنین باوری را پیدا کرد. در دوران باستان از اشکال ستارگان برداشت‌ها و تفسیرهای گوناگونی می‌کرده‌اند. بابلیان طالع سلاطین را در صورت فلکی شیر می‌دیدند. آن‌ها شیر را به‌عنوان سلطان حیوانات، در برجی که انقلاب تابستانی در آن بوقوع می‌پیوندد قرار دادند و این به‌عنوان نشانه غلبه خورشید بود. از همین رو است که عیسی، شیر یهودا (به‌عنوان غلبه‌کننده بر مرگ) و علی، شیر خدا نام دارند.

### در سنت‌های ایرانی
در ایران پیش از اسلام، خورشید نشان میترا بوده و ریشه در باورهای ایرانیان باستان داشته است. در اوستا و گات‌ها از خورشید بارها یاد شده است. خورشید (Xwaršēd در فارسی میانه) ایزدی است که در یشت ششم اوستا در مورد او آمده که جهان را از آلودگی دور می‌دارد. خورشید (به‌صورت یک مرد) همیشه سلطنت را در ایران تداعی می‌کرده است؛ «تصویر بلورین خورشید» سراپرده سلطنتی داریوش سوم را متمایز می‌نموده است. درفش اشکانیان با تصویر خورشید تزیین می‌شده است. بر بالای تاج شاهنشاهان ساسانی گویی قرار داشته که نماد خورشید بوده است. یوحنا مالالاس، تاریخ‌نویس یونانی به نامه‌ای اشاره می‌کند که در آن شاه ایران را «خورشید شرق» و قیصر روم را «ماه غرب» نامیده‌اند.
شیر همواره به‌صورت برجسته، تندیس‌ها، سردیس‌ها، کاسه‌ها، جام‌های زرین و سیمین، در دوره‌های هخامنشی، اشکانی و ساسانی دیده شده است. شیر پیوند نزدیکی با شاهنشاهی در ایران داشته است؛ ردیف‌هایی از شیران زینت بخش تخت و ردای شاهان هخامنشی بوده است. تاج آنتیوخوس یکم، شاه پارسی‌تبار کوماژن (حک: ۳۴–۶۹ پیش از میلاد) با تصویر شیر تزیین شده بود. در نقش برجسته مراسم اعطای مقام در نقش رستم، اردشیر یکم زرهی با تصویر شیر به تن داشته است. شیر، نقش تزیینی مشابهی برای عضدالدوله دیلمی داشته است. در برخی از گویشهای شرق ایران، واژه شاه، شیر خوانده می‌شود.

### تأثیر سنت‌های اسلامی، ترکی و مغولی
به گفتهٔ شاپور شهبازی در دانشنامهٔ ایرانیکا سنت‌های عربی-اسلامی، ترکی و مغولی همیشه بر پیوند نمادین شیر و پادشاهی تأکید و جاذبهٔ جادویی خورشید را نیز تأیید می‌کرده‌اند، و مغول‌ها احترام به خورشید، به‌ویژه در هنگام طلوع را دوباره در ایران گسترش دادند.
در بین عرب‌های شبه جزیره عربستان، به مانند سایر نقاط آسیا و اروپا که شیر در آن وجود نداشت، شیر به مانند جانوری شبه افسانه‌ای تصور می‌شد که شاه حیوانات بود و تعجبی نداشت که نماد قدرت پادشاهی باشد. به گفتهٔ کیندرمن در دانشنامه اسلام این جانور در فرهنگ عرب‌ها نشان دلیری، شجاعت و جوانمردی بود. در هنر دورهٔ اسلامی نقش شیر از حیوانات دیگر پررنگ‌تر بود. به جز معنای ستاره‌بینی که در نشان «شیر و خورشید» وجود داشت، در سایر کاربردها تنها جنبه‌ای تزئینی و بدون اهمیت و معنای ویژه‌ای بوده است. از انواع رایج می‌توان به‌صورت گرد در فواره‌های الحمرا یا سرامیکهای ایرانی قرن ۱۲ تا ۱۴ میلادی (بیش‌تر برای ریختن مایعات یا عود دان)، به‌صورت تنها در حال حمله یا حمله به جانوری دیگر (برگرفته از سنت‌های ایرانی قبل از اسلام) اشاره نمود. یکی از کاربردهای شیر، استفاده به‌صورت نشان حکومتی بوده است، مانند آنچه که مملوکان مصر یا شاید سلجوقیان روم (به‌همراه خورشید) استفاده می‌کردند (که برگرفته از نشان‌های روی سکه که خود بیش‌تر برگرفته از نشان‌های طالع‌بینی و ستاره‌بینی و صور فلکی بوده است).

## پیشینه کاربرد

### سلجوقیان روم

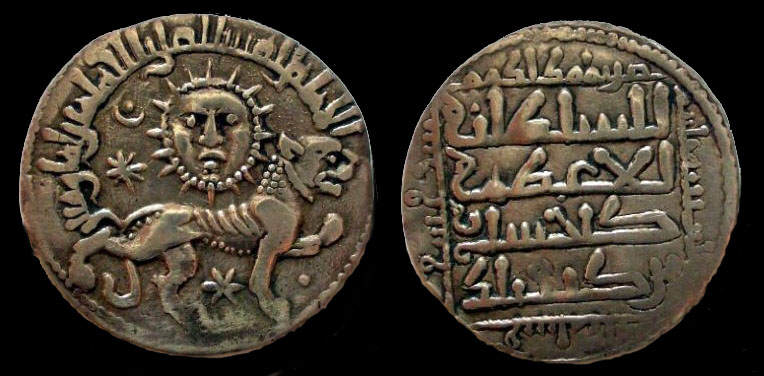
سکه کیخسرو دوم از سلاطین سلجوقیان روم

اولین سکه موجود با نقش شیر و خورشید به دوران پادشاهی کیخسرو دوم از سلاجقه روم می‌رسد. ابن عبری تاریخ‌نگار و دانشمند در کتاب تاریخ مختصرالدول روایتی عاشقانه از این سکه ارائه می‌دهد که افسانه نجم‌آبادی این داستان را دور از واقعیت و صحت تاریخی می‌داند. ابن عبری می‌نویسد که غیاث‌الدین کیخسرو فرزند علاءالدین کیکاووس، از شاهان خاندان سلجوقیان روم، دل به شاهزاده‌ای گرجی می‌بازد. کیخسرو چنان شیفته می‌شود که به درخواست دختر گرجی برای ضرب سکه‌ای با چهرهٔ او بر آن موافقت می‌کند اما نزدیکان کیخسرو برای پاس داشت دین اسلام، روا نمی‌دانند تا چهره زنی نامسلمان بر سکه‌ها نقش بندد. با پایفشاری کیخسرو، چاره‌ای اندیشیده می‌شود تا از این بن‌بست بیرون آیند. پیکرهٔ شیری بر سکه نگاشته می‌شود و بر فراز آن، خورشید که نشان از چهرهٔ زیباروی گرجی است جای می‌گیرد و بدین‌گونه خواستهٔ دلبر برآورده می‌گردد.

### مغولان و ترکمانان

#### نخستین پرچم‌های شیر و خورشید دار
قدیمی‌ترین پرچم شیر و خورشید دار شناخته شده به سال ۸۲۶ هجری قمری (حدود ۱۴۲۳ میلادی) هم‌زمان با دورهٔ تیموریان بر می‌گردد. این پرچم در مینیاتوری از شهنامه چنگیزی (منظومه‌ای دربارهٔ جهانگشایی مغولان) به تصویر کشیده شده است. این مینیاتور که حمله مغولان به حصار شهر نیشابور را نشان می‌دهد. سربازان مغول را نشان می‌دهد که پرچمی با نشان شیر و خورشید حمل می‌کنند.

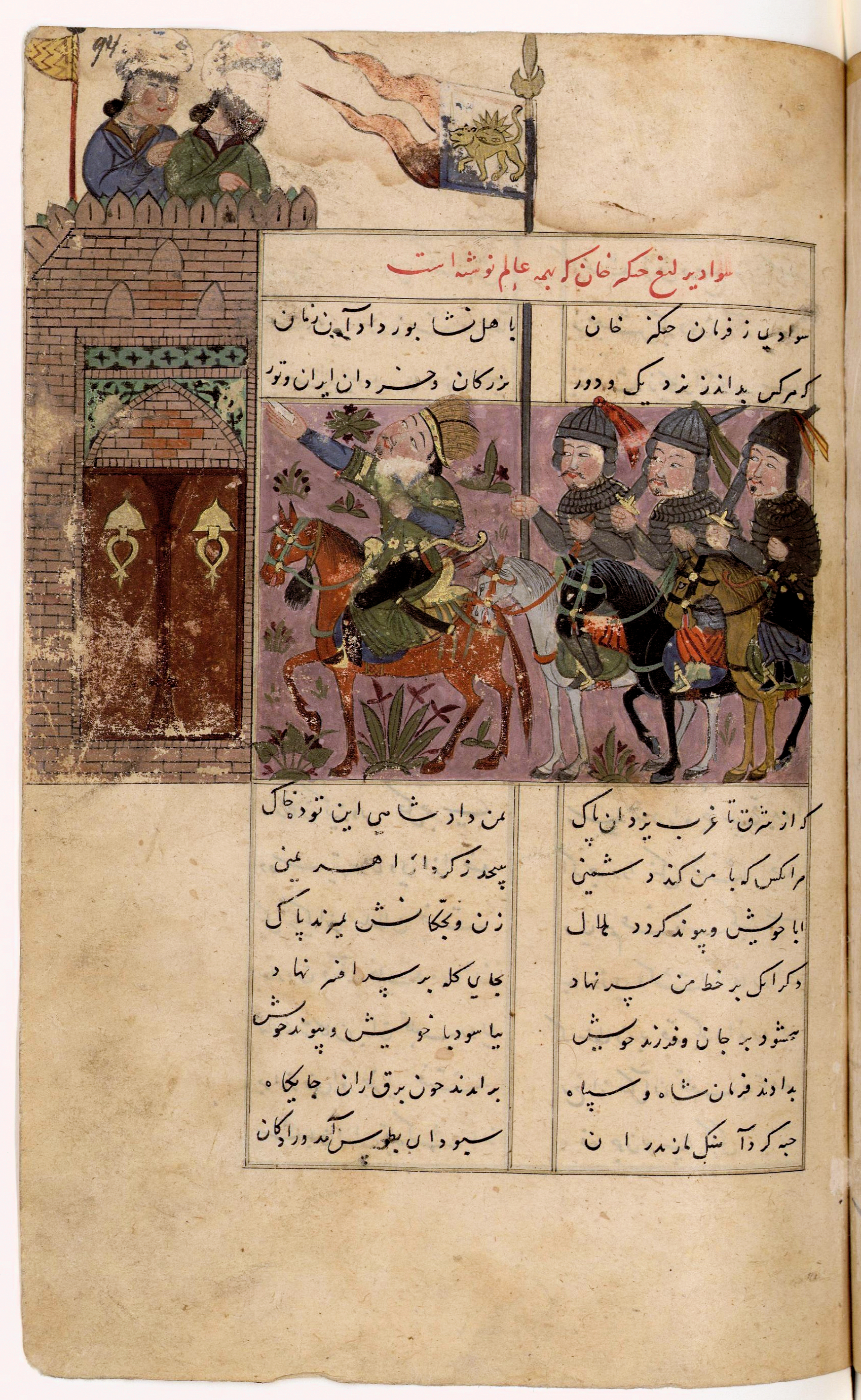
برگی از شهنامه چنگیزی، متعلق به یک نسخه مربوط به سده ۹ ه‍.ق (۱۵ م)

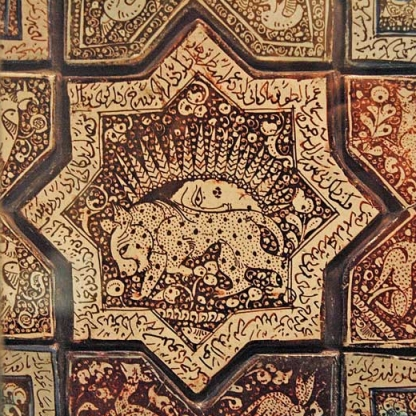
کاشی ایلخانی مسجدی در دامغان

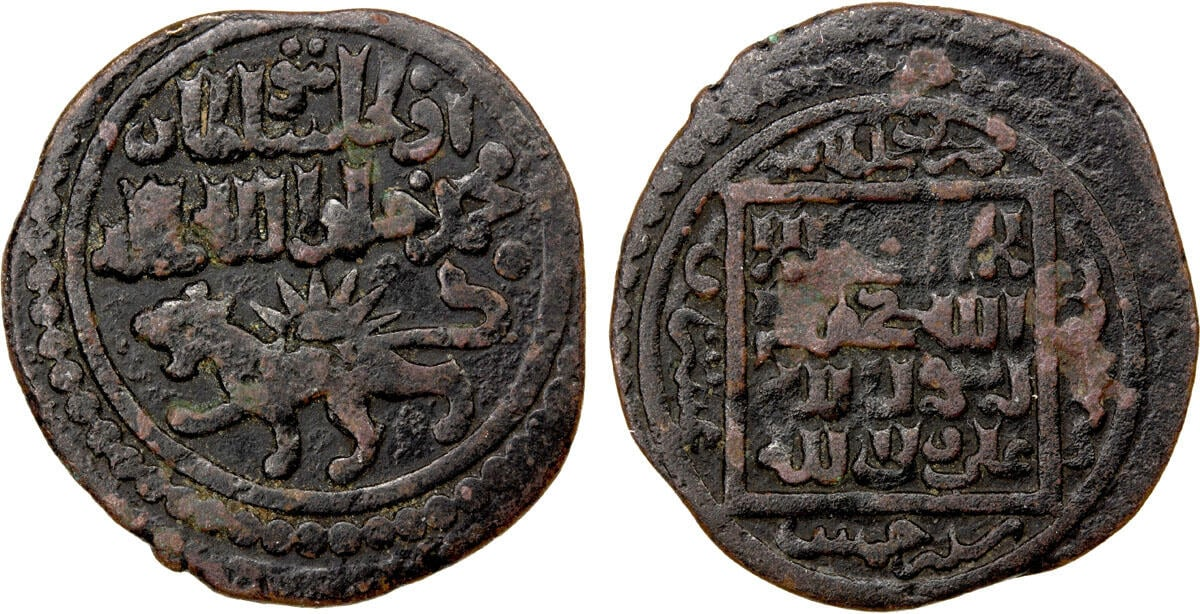
فلوس ضرب‌شده در زمان پادشاهی اولجایتو

فؤاد کوپریلی در مورد پرچم‌های دورهٔ ایلخانان و تیموریان می‌نویسد که آنان در سپاه از پرچم‌هایی به رنگ‌های زرد و قرمز نیز استفاده می‌کردند و بر روی آن‌ها تصاویر گوناگونی از قبیل اژدها، شیر، قره قوش (نوعی عقاب) و شیر و خورشید نقش می‌بسته است. به احتمال زیاد، تمغاهای شخصی نیز روی پرچم‌ها به کار می‌رفته است. در نسخه‌ای از شاهنامه مربوط به قرن نهم هجری ثبت شده که در دوران حکومت مغول‌ها نگاره‌ای وجود داشته که پرچمی را با تصویر شیر و خورشید در وسط آن نشان می‌دهد. احتمالاً این پرچم متعلق به ایلخانیان بوده است، زیرا آن‌ها هم این نقش را بر روی سکه‌های خود به کار می‌برده‌اند و پس از وارد شدن به ایران، ایرانیان یک شمشیر به دست شیر داده و آن را شخصی‌سازی کرده‌اند.
فؤاد کوپریلی همچنین می‌گوید: «تصویر شیر و خورشید در سکه‌های برخی از فرمانروایان این سلسله [آق قوینلوها] و بعضی سلسله‌های دیگر ترک فقط نقشی نجومی است نه مظهر حکومت.» با توجه به این پرچم و نمونه‌های مشابه آن در قرن نهم هجری قمری (پانزده میلادی)، مراجع معتبری مانند دانشنامه بریتانیکا و دانشنامه ایرانیکا زمان اولین مدارک موجود از استفاده شیر و خورشید در پرچم‌های ایران را این دوران می‌دانند.

### گورکانیان هند

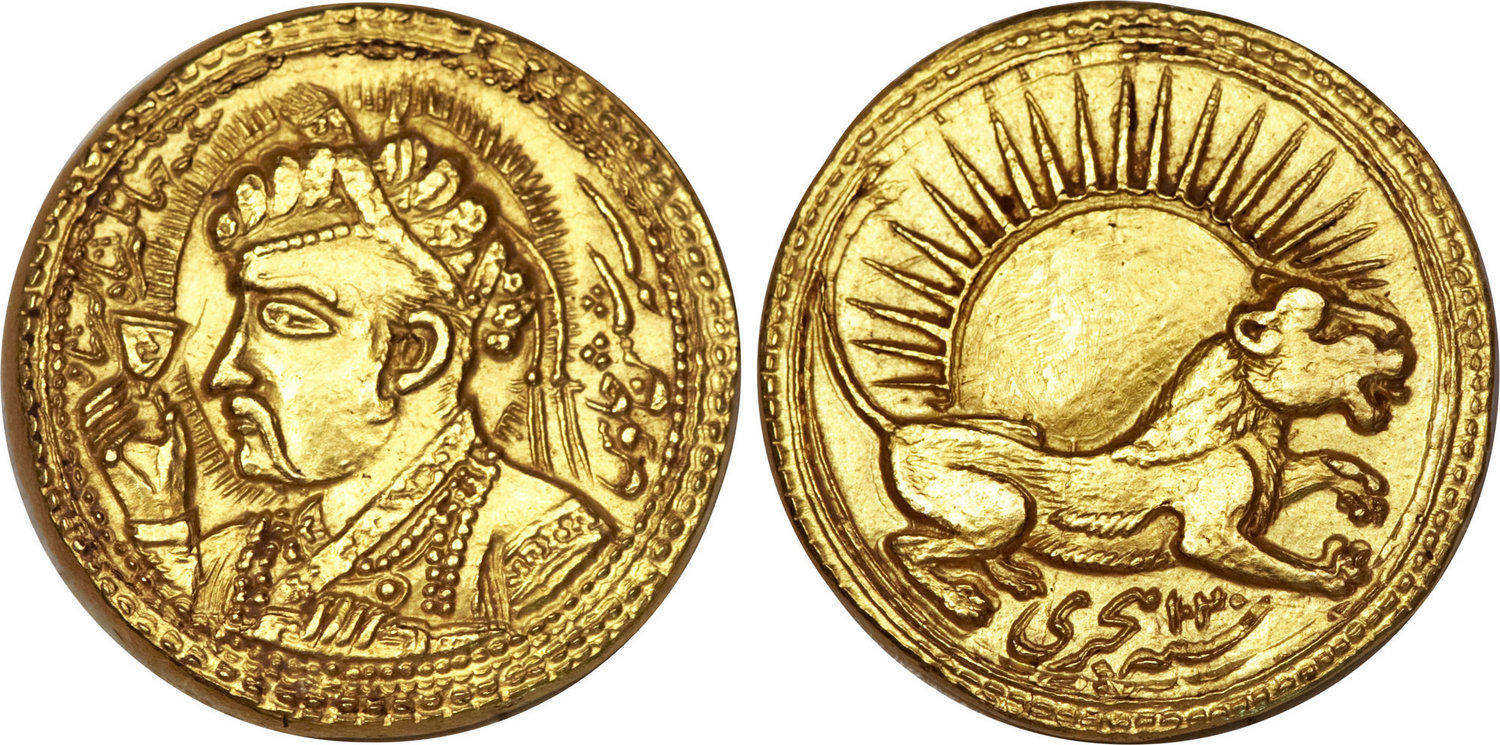
سکه طلای جهانگیر شاه گورکانی به مناسبت ششمین سال جلوس با نقش خورشید در برج اسد؛ ضرب ۱۰۲۰ ه‍.ق

سلسله گورکانیان هند از ۱۵۲۶ تا ۱۸۵۷ میلادی در بخش بزرگی از شبه‌قاره هند حکومت می‌کردند، پرچم اصلی و شناخته شده این حکمرانان «علم» نام داشت این پرچم دارای نشان شیر و خورشید بود. گورکانیان هند پیشینه علم خود را به تیمور نسبت می‌دادند.

### صفویان
| |  |  |
| حسینعلی بیگ فرستاده شاه عباس بزرگ در روم (راست). محمدرضا بیگ فرستاده شاه سلطان حسین در ورسای (چپ). |  |  |

به گفتهٔ افسانه نجم‌آبادی در دوران صفوی نشان شیر و خورشید مظهر دو رکن جامعه بود: «حکومت» و «مذهب» مشخص است که هر چند درفش‌های مختلفی در زمان شاهان صفوی به‌خصوص نخستین شاهان صفوی استفاده می‌شده است، تا زمان شاه عباس صفوی، نشان شیر و خورشید به نشانی رایج در درفش‌های ایران بدل شده‌بود. به گفتهٔ یحیی ذکا در دوره صفوی «نشان خورشید» نشانگر نظام سال و ماه خورشیدی و «نشان شیر» در آن اشاره به علی، «شیر خدا» برگرفته از عبارت مشهور «اسدالله الغالب» است که در بعضی از نشان‌ها این جمله در زیر نشان شیر و خورشید به چشم می‌خورد و شمشیر در دست شیر نیز ذوالفقار شمشیر مشهور علی ابن ابیطالب امام اول شیعیان است. تفسیر صفویان از این نشان برمبنای ترکیبی از اسطوره‌ها به‌خصوص شاهنامه فردوسی، داستان‌های محمد پیامبر مسلمانان و منابع اسلامی بود. شاهان صفوی برای خود دو نقش قائل بودند: «شاه و مقدس مرد.» این تفسیر دوگانه از نقش شاه به سبب شجره نامه‌ای بود که شاهان صفوی برای خود قائل بودند. دو شخص نقشی کلیدی در این میان داشتند. جمشید شاه اسطوره‌ای ایران به‌عنوان بنیان‌گذار شاهنشاهی در اسطوره‌های ایرانی و علی، امام اول شیعیان. در این پندار، خورشید سمبل جمشید و شیر سمبل علی بود. شاپور شهبازی به نقش کلیدی شاهنامه فردوسی در جهان بینی صفویان اشاره می‌نماید. او می‌نویسد که به‌کارگیری شیر و خورشید توسط صفویان می‌تواند برگرفته از شعرهایی از شاهنامه باشد که به خورشید ایرانیان در مقابل ماه تورانیان یا سزار روم ماه غرب و شاه ایران خورشید شرق اشاره می‌کند. از آنجایی که درفش عثمانی‌ها به‌عنوان حاکمان سرزمین روم در آن زمان و به‌عنوان رقیب صفویان هلال ماه بود. صفویان، با الهام از این شعر شاهنامه نشان شیر و خورشید را به‌عنوان نشان ملی خود برگزیدند.

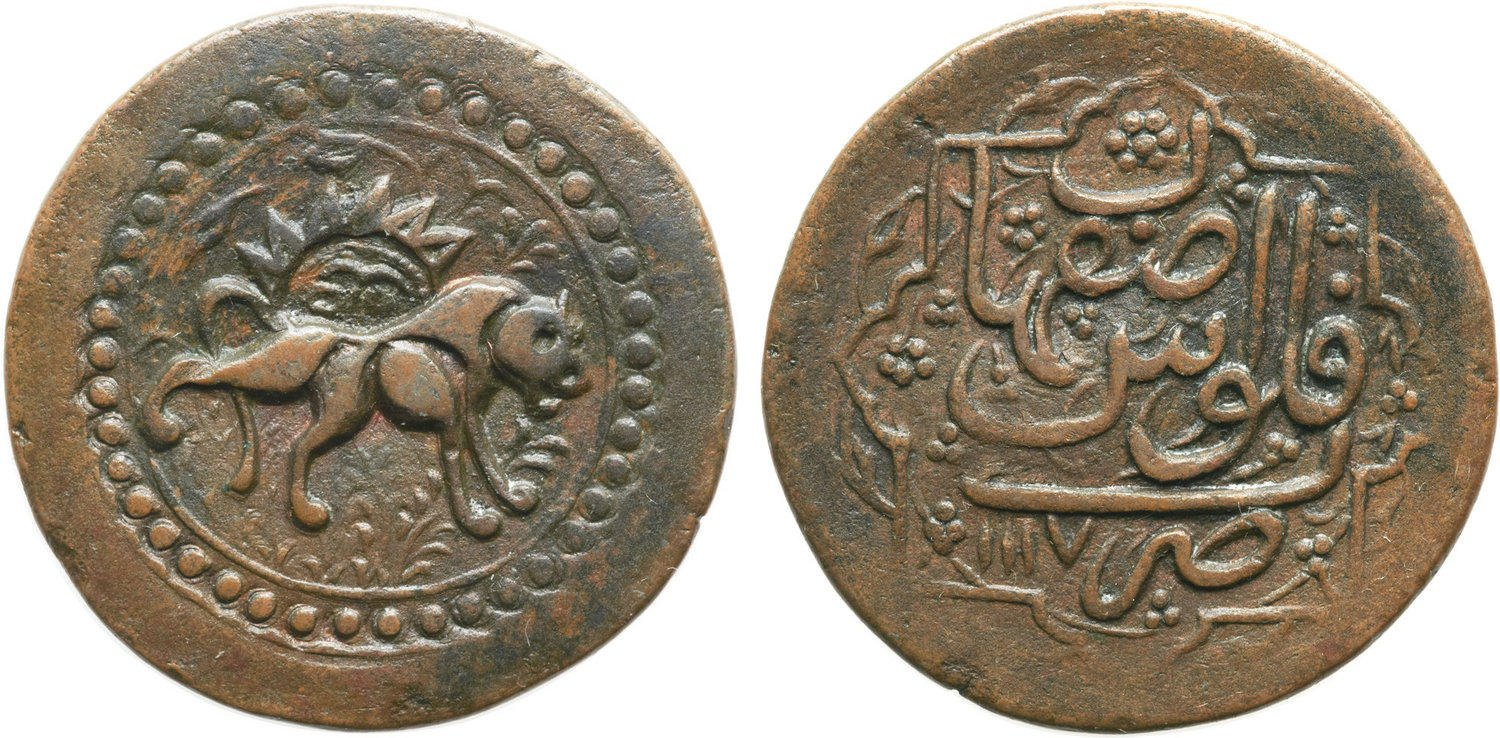
فلوس ضرب اصفهان از دوره شاه حسین صفوی

به گفتهٔ نجم‌آبادی خورشید علاوه بر استعاره بر جمشید، دو معنای استعاره‌ای دیگر نیز برای صفویان داشته است. مفهوم زمان برمبنای گاه‌شماری خورشیدی که متمایز از گاه‌شماری قمری عربی-اسلامی بود. همچنین معنای ستاره‌بینی و دخالت کیهان در تقدیر و تعبیری که ستاره‌بینی از حالت نجومی شیر در صورت فلکی خورشید (اسد) داشت. صورت فلکی شیر نیز خوش‌یمن‌ترین جایگاه خورشید بوده است؛ بنابراین نشان شیر و خورشید دو جفت آسمانی و زمینی را به هم پیوند می‌داد، شاهنشاه و مقدس مرد (جمشید و علی)، که به توسط نشان کیهانی خورشید در برج شیر (اسد) به هم پیوند داده شده بودند. در جستجوی یافتن تعبیر صفویان از نشان شیر و خورشید، شاپور شهبازی چنین تحلیل می‌نماید که صفویان شیر را سمبل علی، امام اول شیعیان، می‌دانستند و خورشید سمبل انوار الاهی که همان تغییر یافته مفهوم باستانی «فرّ دین» بود. باز معرفی مفهوم فر ایزدی توسط صفویان برای توجیه و مشروعیت بخشی به حکمرانی صفویان بود. آن‌ها چنین مشروعیتی را با نسبت دادن فر ایزدی به علی و از طریق نسبت دادن خود به امام چهارم شیعیان و از طریق مادر امام چهارم شیعیان (شهربانو) به شاهان ساسانی به‌وجود آورده بودند.

### افشار و زند

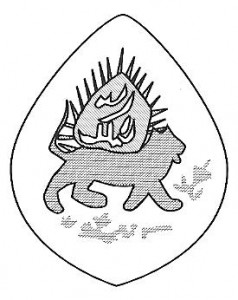
مهر شاهنشاهی نادرشاه افشار

مهر شاهنشاهی نادرشاه در سال ۱۷۴۶ منقش به شیر و خورشید بود. نشان همچنین مزین به عبارت «الملک لله» بود. دو شمشیر آب طلای متعلق به کریم‌خان زند دارای نشان نجومی شیر است که نشانگر نشان ستاره بین شیر در برج اسد دارد. از دیگر نمونه‌های مربوط به این دوران می‌توان به نقش شیر و خورشید بر روی سنگ قبر یک سرباز زند اشاره نمود.

### دوران قاجار

#### اوایل قاجار

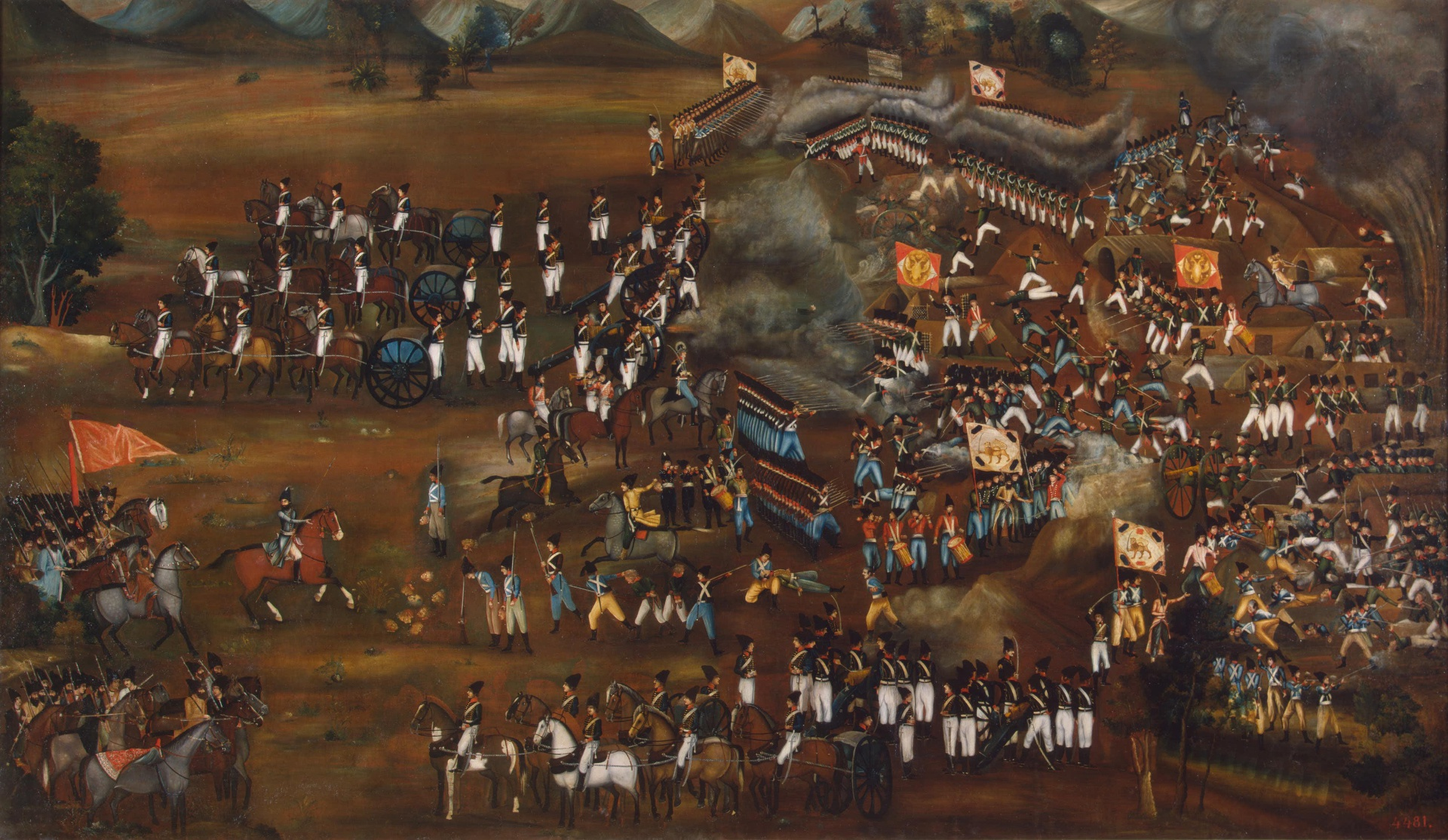
این نقاشی که بسال ۱۶–۱۸۱۵ نقاشی شده است، زمانی قصر عباس میرزا ولی عهد فتحعلی شاه در تبریز را تزیین می‌نموده است. این تصویر صحنه پیروزی ایرانیان بر روس‌ها در نبرد سلطان‌آباد در ۱۳ فوریه ۱۸۱۳ و در خلال جنگ‌های ایران و روس ترسیم می‌کند. لشکر ایران در این نبرد درفشی با نشان شیر و خورشید حمل می‌نمایند و شیر در این تصویر شمشیری در دست دارد.

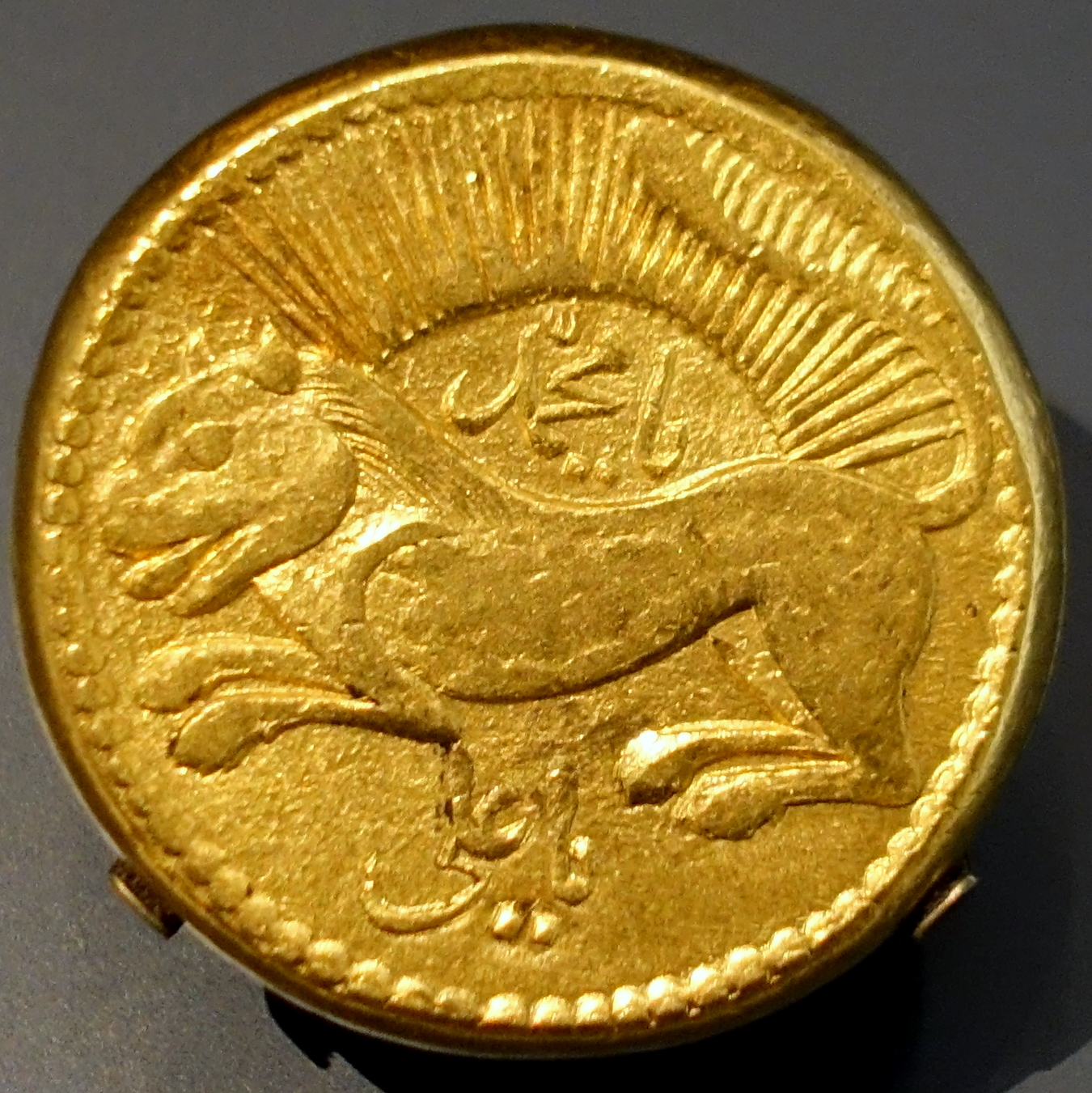
سکه طلای یادبود تاج‌گذاری آقامحمدخان قاجار در سال ۱۲۱۰ ه‍.ق (۱۱۷۵ ه‍.خ / ۱۷۹۶ م)

قدیمی‌ترین نشان شیر و خورشید شناخته‌شده، سکه‌ای است که به‌مناسبت تاجگذاری آقامحمدخان بسال ۱۷۹۶ ضرب شده است. در این سکه در زیر شکم شیر علی، امام شیعیان ذکر شده است (یا علی) و در بالای نشان شاه وقت خوانده شده است (یا محمّد). این سکه می‌تواند بیانگر آن باشد که هنوز در این زمان شیر به مذهب و خورشید استعاره‌ای از شاه ایران است (ایرانیت و اسلامیت حکومت). در دوران قاجار این نشان کاربردی گسترده داشته است و از علم‌های عزاداری ماه محرم تا سندهای ازدواج یهودیان ایران کتیبه (کِتوباس) از این نشان استفاده می‌شده است.
این نقش در اوایل دوره قاجار به شکلی کاملاً ناهمسان روی سکه‌ها، نشان‌ها و پرچم‌ها ظاهر شد. فتحعلی‌شاه قاجار به تقلید از نشان لژیون دونور فرانسه، نشان شیر و خورشید ایرانی را در ۱۲۲۲–۱۲۲۵ پدیدآورد تا به دیپلمات‌ها و مقامات اروپایی اعطا کند. به این ترتیب ایران دارای پرچمی رسمی با نشان شیر و خورشید شد. بدین سان است که یک قرن بعد نویسنده‌ای اروپایی می‌نویسد: «ایران امروزه به سرزمین شیر و خورشید معروف است.»
نتایج برخی پژوهش‌ها در زمینهٔ نمادهای مورد استفاده در پرچم ایران در گذر تاریخ نشان می‌دهد که نشان شیر و خورشید به روی پرچم ایران برگرفته از نمادهایی است که در اعتقادات مذهبی شیعیان جای دارد.
پرچم ایران با نماد شیر و خورشید از زمان فتحعلی‌شاه قاجار رواج پیدا کرد. به این صورت که «ملا احمد نراقی»، مجتهد شیعه و متخصّص در علوم اسلامی- پیشنهاد کرد که نماد شیر خورشید را به نشانهٔ شیر؛ مظهر علی، شمشیر؛ نماد شمشیر علی یعنی ذوالفقار و خورشید؛ به نشانهٔ خورشید نبوت و اتحاد شیعه و سنی برای پرچم ایران به کار برند و آن را رواج داد.
دوبیتی زیر از شاعری ناشناخته است که در زمان فتحعلی‌شاه قاجار به نشانهٔ شیر و خورشید اشاره کرده است:
| فتحِ علی، شهِ تُرک، جمشیدِ گیتی‌افروز   |  | کشورْخدایِ ایران، خورشیدِ عالَم‌آرا      |
| ایرانْ کُنامِ شیران، خورشیدْ شاهِ ایران |  | زان است شیر و خورشید، نقشِ درفشِ دارا |

«لویی دوبو» نویسندهٔ فرانسوی قرن نوزدهم در کتاب تاریخ ایران می‌نویسد: «یکی از امتیازات پادشاه ایران حق برافراشتن بیرق‌های متعدد است. روی یکی از آن‌ها شمشیر ذوالفقار علی، نقش شده و روی دیگری خورشید در حال ورود به برج اسد دیده می‌شود. شیر خوابیده و خورشید طالع بر پشت او قرار دارد. این علامت در حضور پادشاه منقوش و در بیرق‌ها دیده می‌شود.»
ملک‌الشعرای صبوری، شاعر عهد ناصری هم دربارهٔ نشان شیر و خورشید سروده است:
| گر شیر نشانِ دولتِ جاوید است               |  | خورشید به پشتِ اوست هر کس دیده‌ست      |
| آن تُرکْ‌پسر که این نشان هِشته به سر         |  | شیری باشد که رویِ او خورشید است       |
| چون نشانِ شاهِ ما خورشید و شمشیر است و شیر |  | داده شمشیری به دستِ شیرِ خودْ خورشیدوار |

«لویی دوبو» همچنین در کتاب خود با نام «La Perse»، که در زمان محمدشاه قاجار نوشته است، آورده: «یکی از شیوه‌های پادشاه ایران این است که درفش‌های بسیار به کار می‌برد و بر این درفش‌ها، دو نقش نگاشته می‌شود؛ یکی نقش تیغ دو سر علی، و دیگری صورت شیر خوابیده‌ای که خورشید از پشت او درمی‌آید. این دو نقش را در کوشک پادشاهی نیز نگاشته‌اند. همچنین بر نشانه‌ای که شاه ایران به سپاهیان و سرکردگان و نمایندگان اروپایی، به نام نواختن ایشان می‌دهد، نیز این دو نقش هست».

لانگله از دیگر مؤلفان فرانسوی نیز در زمان فتح‌علی شاه، کتاب کوچکی به نام «Aperçu Général de La Perse» دربارهٔ ایران نوشته است. او نیز از شیر و خورشید یاد کرده است. لانگله بر این باور است که شیر و خورشید از بازمانده‌های ایران باستان و یادگار آتش و آفتاب‌پرستی ایرانیان دیرینه است. او می‌نویسد: «به هم چشمی سلطان سلیم سوم عثمانی، که نشان هلال را اختراع نموده و پادشاهان عثمانی آن را به اروپاییان و دیگران از ترسایان می‌بخشند، فتح‌علی شاه هم نشان مهر و شیر را درست نموده است.»

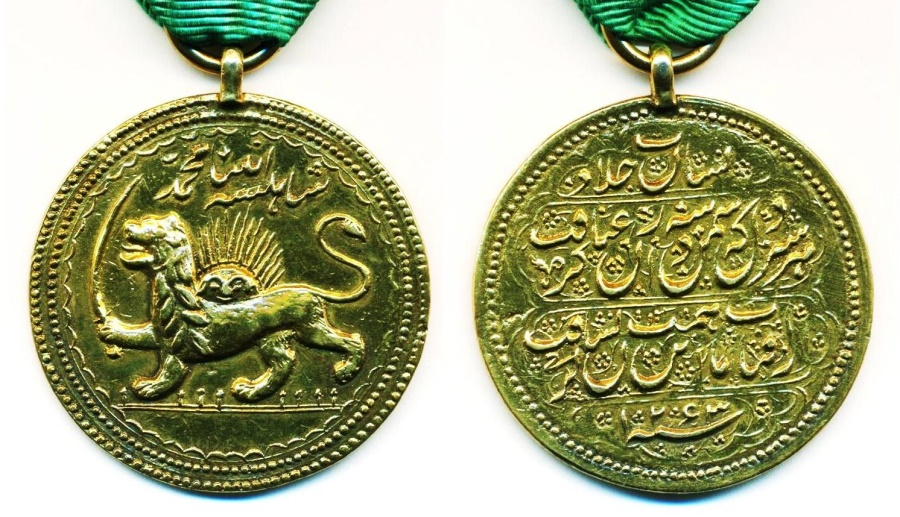
نشان جلادت محمد شاه قاجار با نقش شیر و خورشید در روی مدال

##### تغییرات گسترده در شکل و تعبیر شیر و خورشید

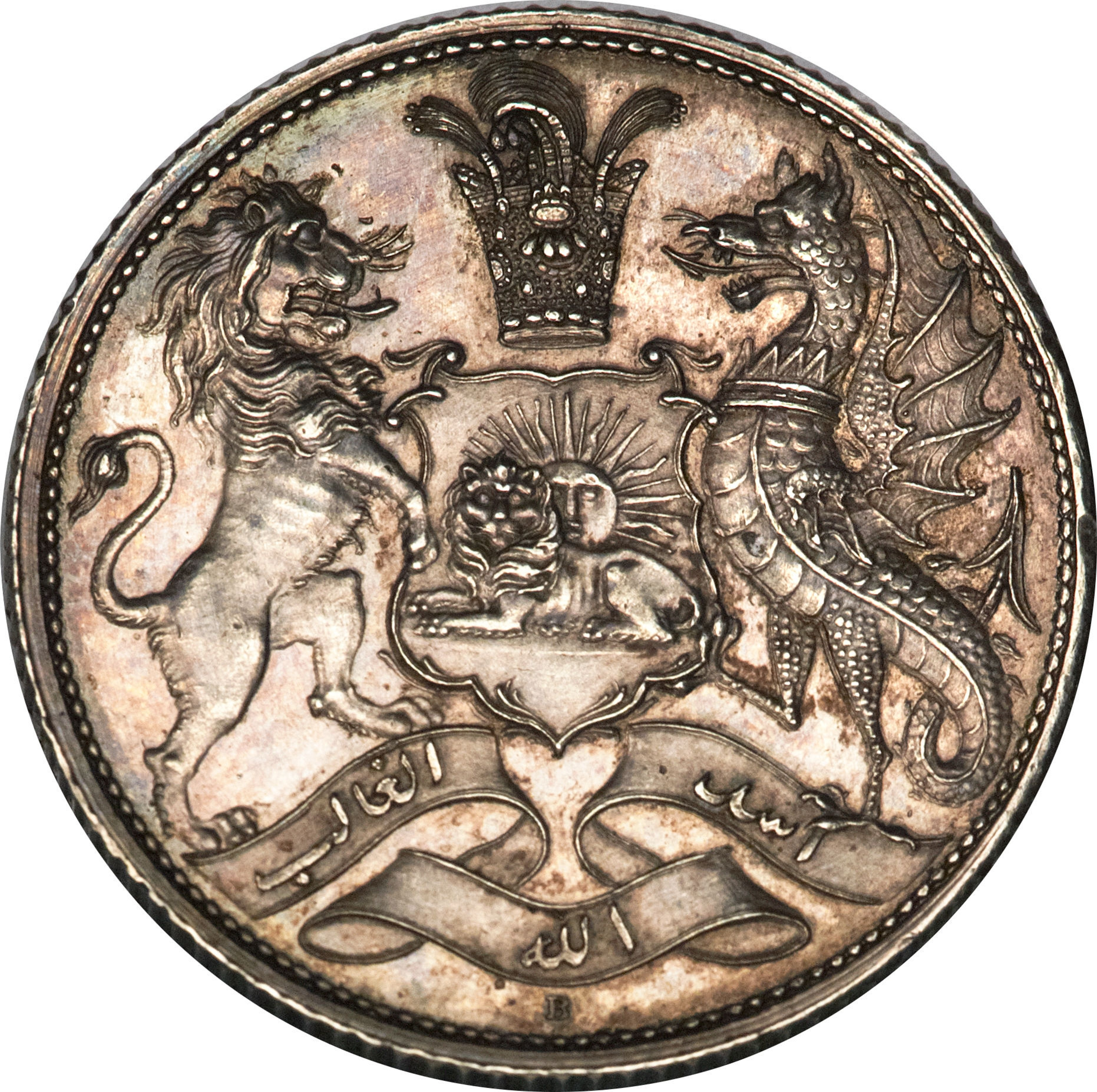
نمونه‌ای از مدال‌های موسوم به سکه‌های شیر و اژدها که توسط نمایندگانی بریتانیا به فتحعلی‌شاه به‌عنوان پیشکش داده شد.

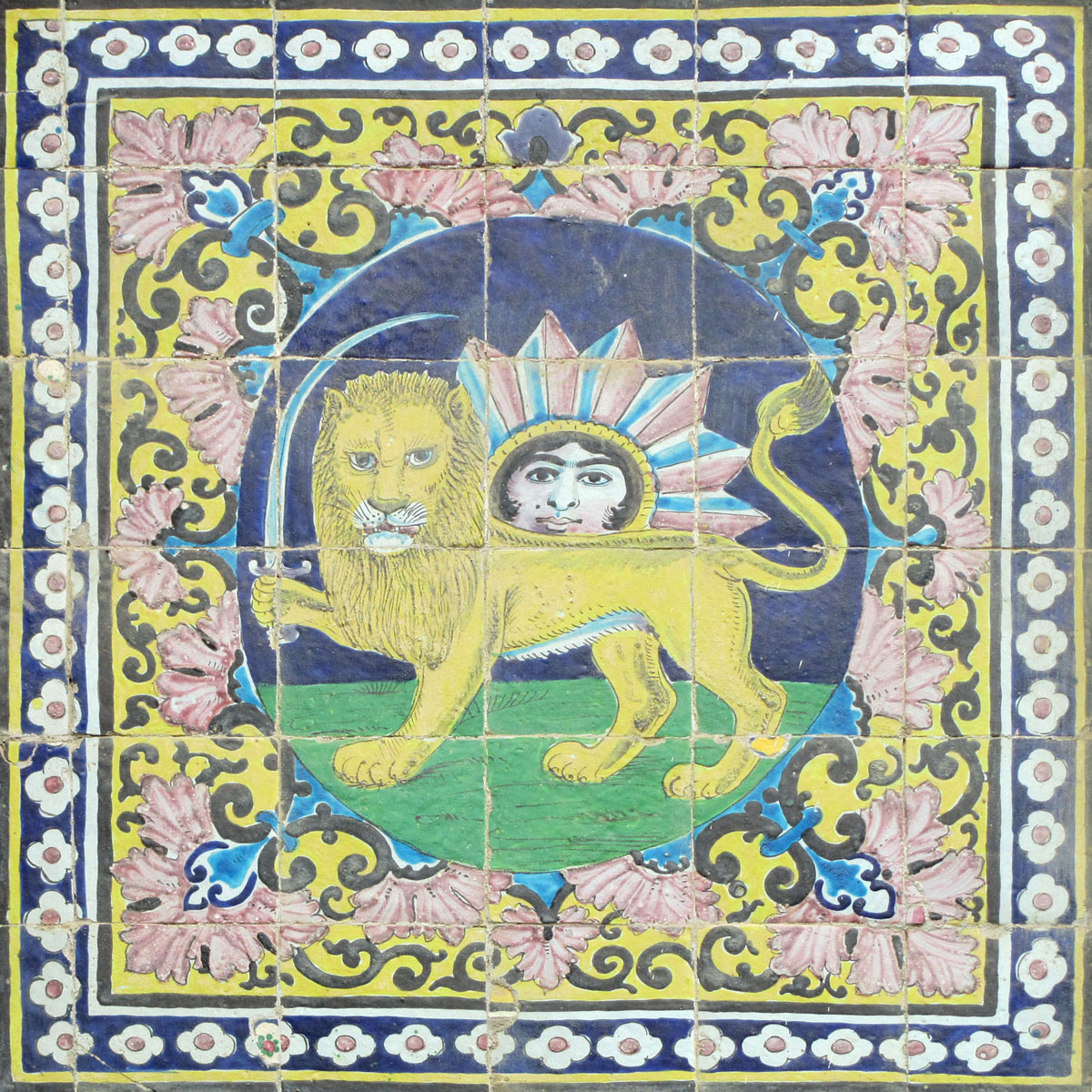
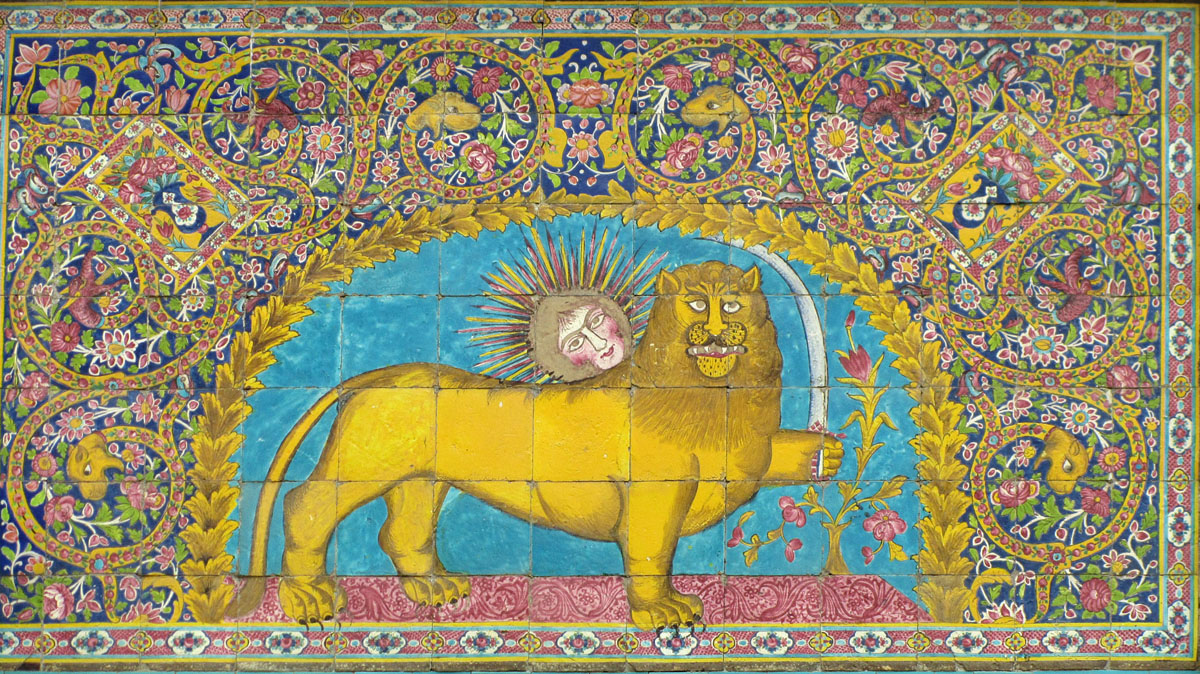
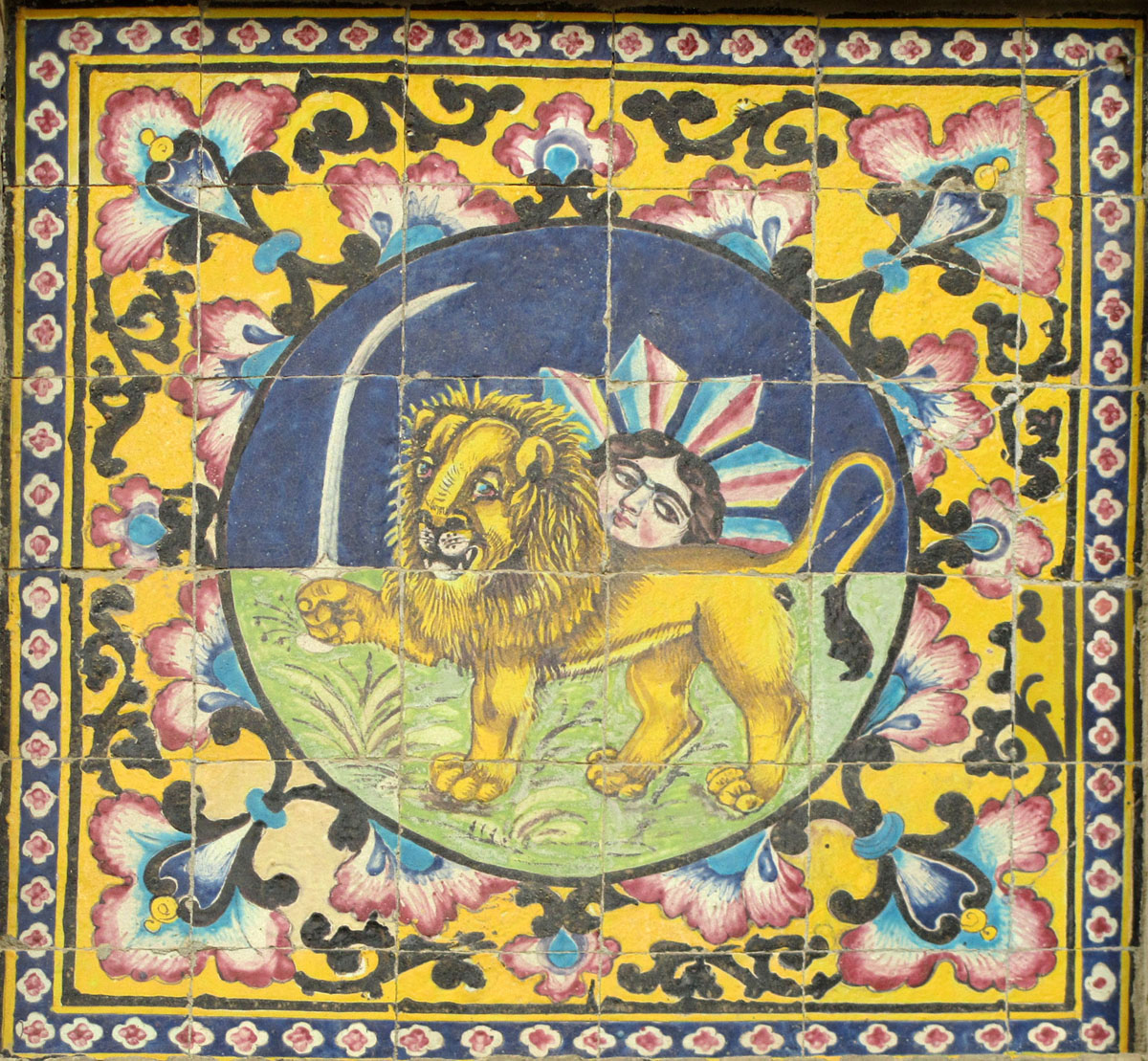

گاسپار دروویل که در ۱۸۱۲–۱۸۱۳ در ارتش ایران خدمت کرده بود، گزارش می‌دهد که پرچم‌ها و نشان‌های ایرانیان دارای نشان زرهی کشور، یعنی یک شیر خوابیده و خورشید در حال طلوع همراه با عبارت سلطان بن سلطان فتحعلی‌شاه قاجار است. لویی دوبو گزارش می‌دهد که محمدشاه قاجار (جانشین فتحعلی‌شاه) دو پرچم داشته است: «یکی با نقش شمشیر علی، که دو لبه است» و دیگری «با نقش یک شیر خوابیده و خورشیدی که از پشت آن طلوع می‌کند». پرچم دوم پرچم اصلی کشور بود. دروویل تصاویر جالبی از پرچم ایران آورده است. در یکی از این تصاویر شیر با شمشیری در دست تصویر شده است. به گفتهٔ شاپور شهبازی این نخستین باری است که با شیر شمشیر در دست روبه‌رو می‌شویم؛ نمادی که از عصر محمدشاه قاجار به بعد به نشان متعارف ملی ایران تبدیل شد. گویا از اواخر دوران فتحعلی‌شاه به‌تدریج دو پرچم شیر و خورشید و ذوالفقار علی با هم تلفیق می‌شود و شیر که مظهر علی بوده است شمشیر دریافت می‌کند. افسانه نجم‌آبادی تغییرات نشان شیر خورشید از زمان فتحعلی‌شاه را متأثر از تغییراتی می‌داند که در عرصه اجتماعی سیاسی ایران از زمان فتحعلی‌شاه شروع می‌شود که بر نحوه تفسیر نشان شیر و خورشید نیز تأثیر می‌گذارد. افسانه نجم‌آبادی می‌نویسد که از زمان فتحعلی‌شاه به‌تدریج جنبه مذهبی حکومت و شاهان ایران کمرنگ می‌شود و به دنبال آن تفسیر شیعی شیر و خورشید جایش را به تفسیری ملی گرایانه می‌دهد. نوشته‌های بازمانده از آن زمان از جمله شعری به قلم خود شاه ایران نشان می‌دهد که خورشید در آن زمان استعاره از شاه ایران است و اشاره به جمشید، شاه اسطوره‌ای ایران در شاهنامه فردوسی داشت. در این نوشتارهای برجامانده از آن زمان، به شیر نیز استعاره‌ای برگرفته از اسطوره‌های شاهنامه نسبت داده‌اند. شیر در آن زمان اشاره به رستم داشت که شیر نشان او بود و نشانگر پهلوانان و دلاوران ایرانی داشت که آماده برای پاسداری از ایران بودند. شهبازی با نقل فرمانی از زمان محمد شاه نشان می‌دهد که چگونه در اثر مراودات ایرانیان با اروپاییان و آشنایی مجدد شاهان ایران با عظمت ایران باستان نشان شیر و خورشید تعبیری ملی گرایانه پیدا می‌کند. محمدشاه در سال ۱۲۵۲ فرمانی رسمی صادر کرد که شکل و کارکرد انواع نشان‌های شیر و خورشید را تعیین و تعبیری ملی‌گرایانه از این نشان ارائه می‌دهد و به غلط خاستگاه آن را با ایران پیش از اسلام و زردشتیگری پیوند می‌زند. برای نخستین بار از زمان محمدشاه قاجار است که در بسیاری از سکهها و نشان‌ها تاجی بر بالای خورشید قرار داده شد. هر چند پیوند شیر خورشید به ایران پیش از اسلام توسط محمد شاه یک نابهنگامی زمانی و به اشتباه بوده است. در «دیوان غربی ـ شرقی» گوته شاعر آلمانی قطعه‌ای شعر فارسی با نام «در درفش» موجود است که عیناً به خط فارسی نقل کرده‌اند. این قطعه را حاج میرزا ابوالحسن خان شیرازی معروف به ایلچی که نخست در ربیع‌الثانی ۱۲۲۴ قمری به سفارت انگلستان مأمور شده و سپس در ۱۲۴۰ وزیر امور خارجه فتحعلی‌شاه شده بود، بر روی درفشی که با خود داشته رسم کرده بوده است و نقش این بیرق بنابر فحوای این قطعه، شیر و خورشید بوده است:
| فتحِ علی، شهِ تُرک، جمشیدِ گیتی‌افروز   |  | کشورْخدایِ ایران، خورشیدِ عالَم‌آرا        |
| چترش به صحنِ کیهان، افگنده ظلِّ اعظم  |  | گرزش به مغزِ کیوان، آکنده مُشکِ سارا     |
| ایرانْ کُنامِ شیران، خورشیدْ شاهِ ایران |  | زان است «شیر و خورشید»، نقشِ درفشِ دارا |

از تغییراتی که در زمان سلطنت فتحعلی‌شاه در درفش و علامت دولت ایران رخ داد، تغییرات در نژاد شیر بود، بدین معنی که قبل از اواسط سلطنت فتحعلی‌شاه، همیشه شیری که در سکه‌ها و درفش‌های ایران نقش می‌گردید، شیر ایرانی بود، زیرا «شیرهای ایرانی چه نر و چه ماده، بی‌یال بوده‌اند نه همچون شیرهای آفریقا که نرهایشان یالدار و ماده‌شان بی‌یالست» از این زمان با تأثیر گرفتن از اروپاییان تصویر شیر بر اساس شیرهای نر آفریقایی که دارای یال بودند ترسیم می‌شود.

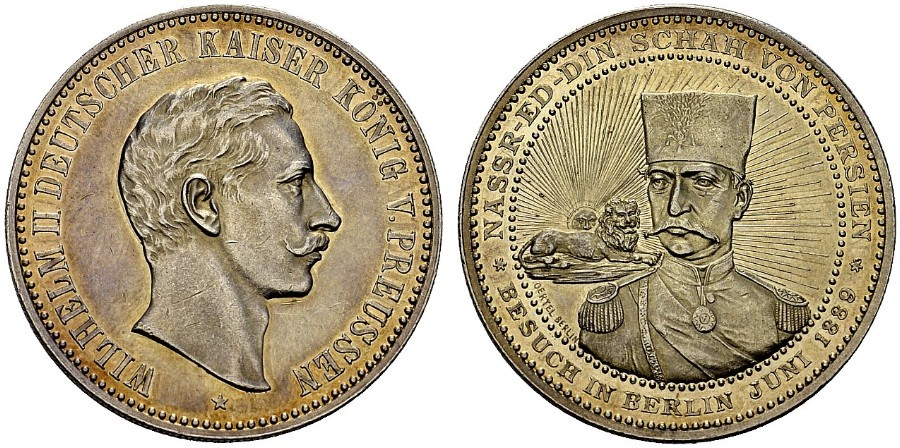
یادبود نقره سفر ناصرالدین‌شاه به آلمان با نقش شیر نشسته و خورشید در کنار نقش ناصرالدین‌شاه؛ ضرب برلین

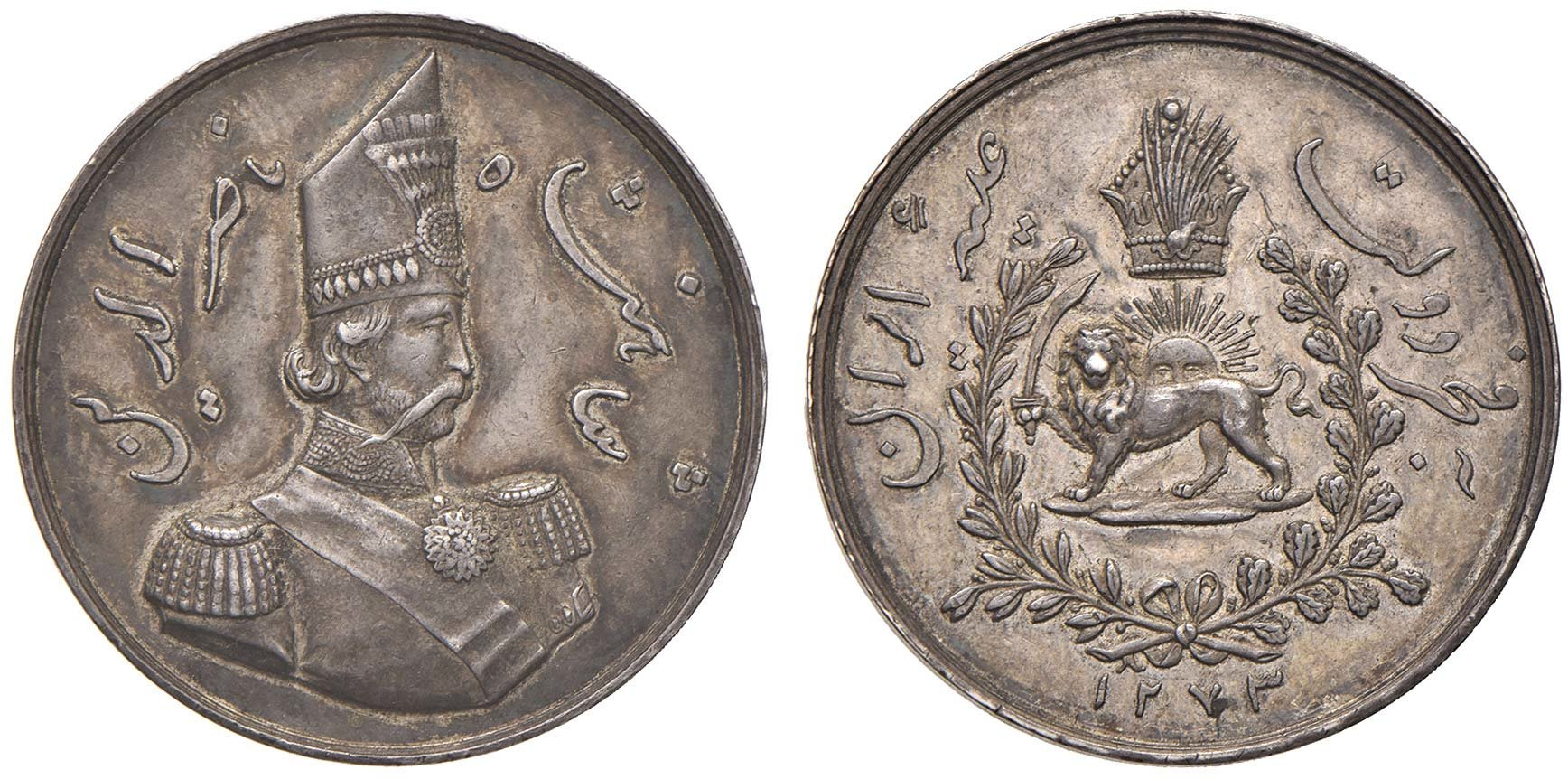
نقش شیر و خورشید در پشت مدال ناصری ضرب شده در اوایل سلطنت ناصرالدین‌شاه؛ ۱۲۷۳ هـ ق

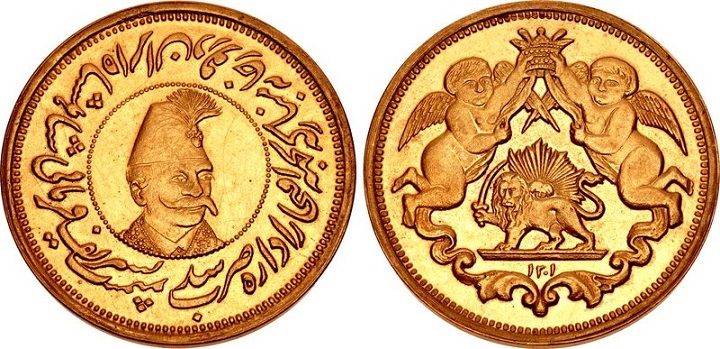
نقش شیر و خورشید در پشت نشان بازدید قورخانه ناصرالدین‌شاه؛ ۱۳۰۱ هـ ق

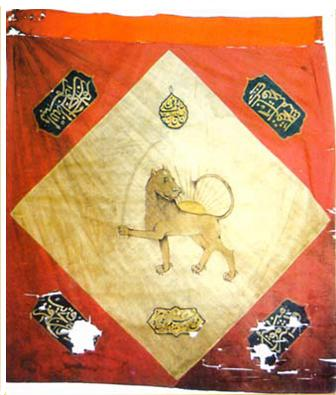
پرچم اهدایی عباس میرزا به خان نخجوان در دوره جنگ‌های ایران و روس در موزه باکو
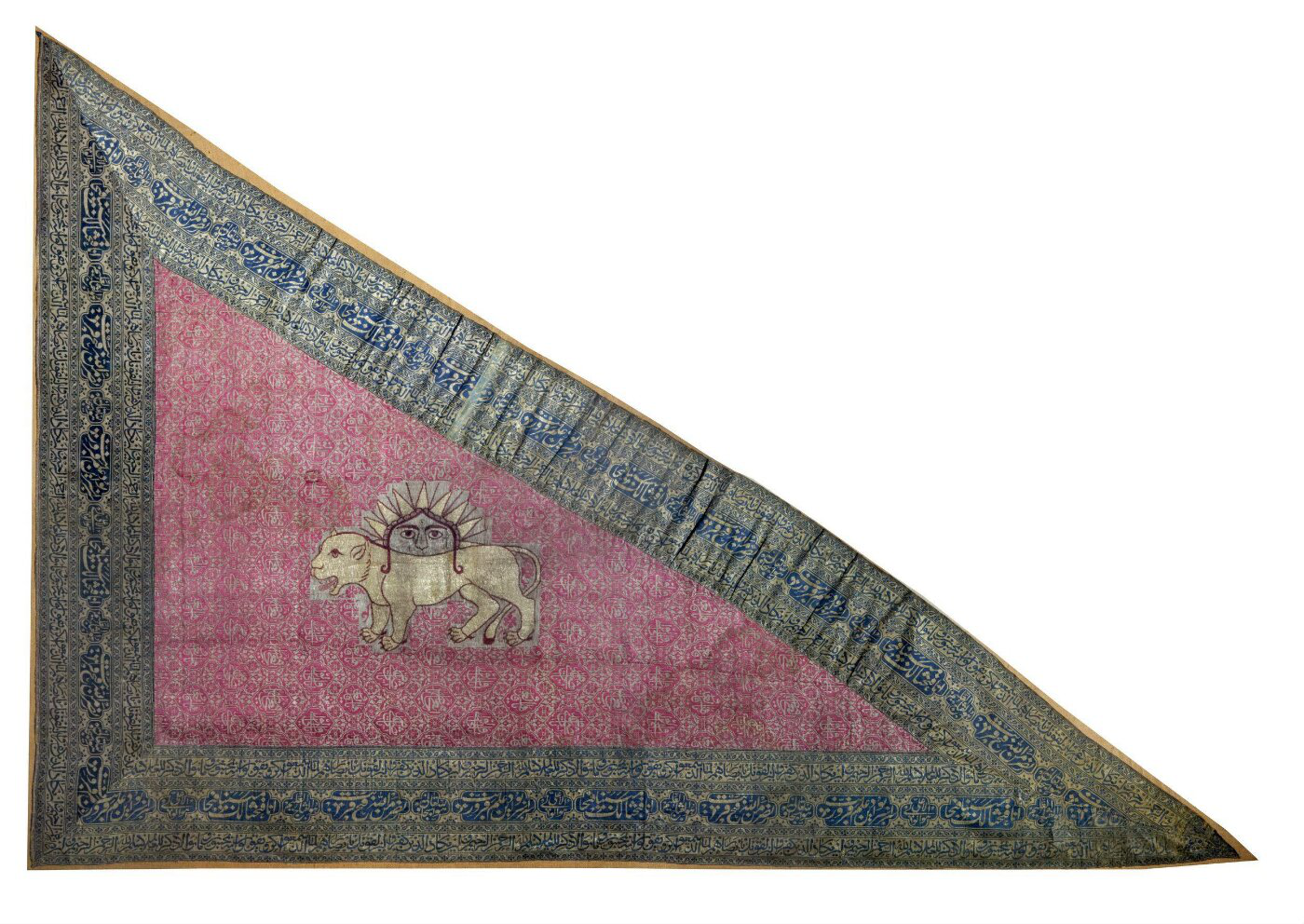
پرچم سه گوش قاجاری مربوط به اواسط قرن نوزدهم؛ ابعاد پرچم ۳٫۶ در ۲٫۰۳ متر می‌باشد. در حاشیه پرچم آیه‌های قرانی و توسل به معصومین حک شده است.
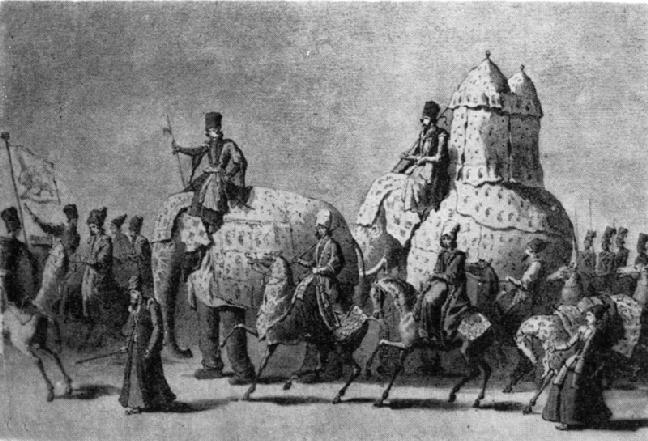
کاروانی حامل پرچم شیر و خورشید ایران در اواخر روزگار فتحعلی‌شاه قاجار، ۱۸۵۵ میلادی. نقاشی از الکسی دمیتریویچ سالتیکوف
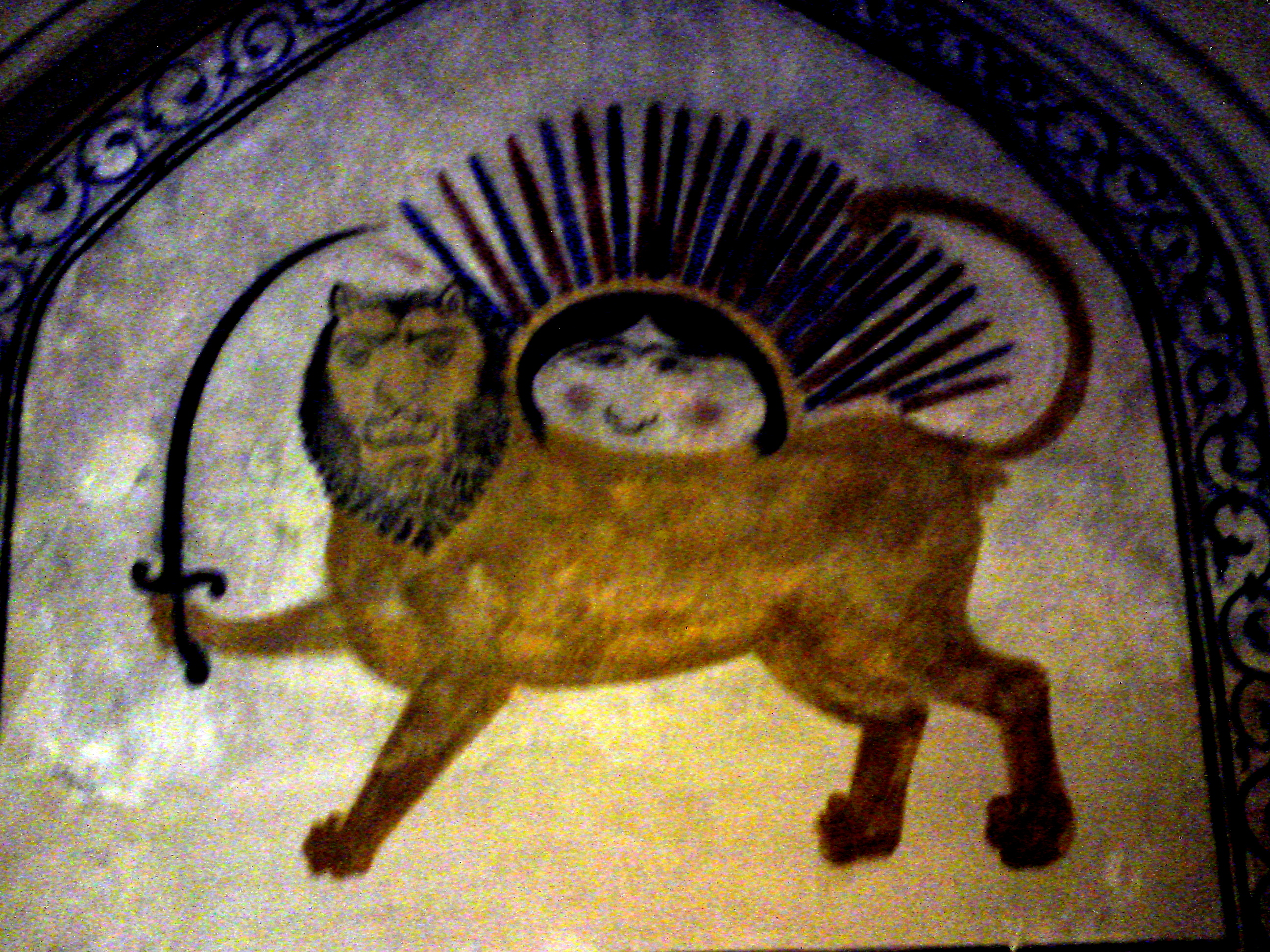
نقاشی نشان شیر و خورشید که در دوره قاجار بر روی دیواره حمام علیقلی آقا در اصفهان ترسیم شده است.
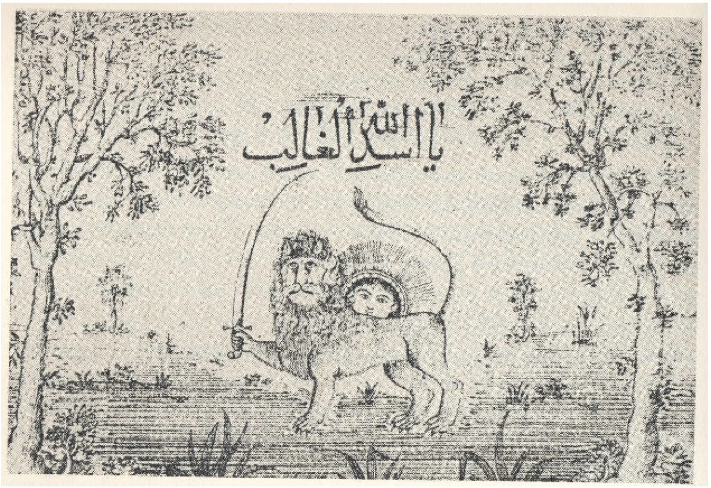
آرم روزنامه اخبار دارالخلافه ایران؛ ۵ فوریه ۱۸۵۱
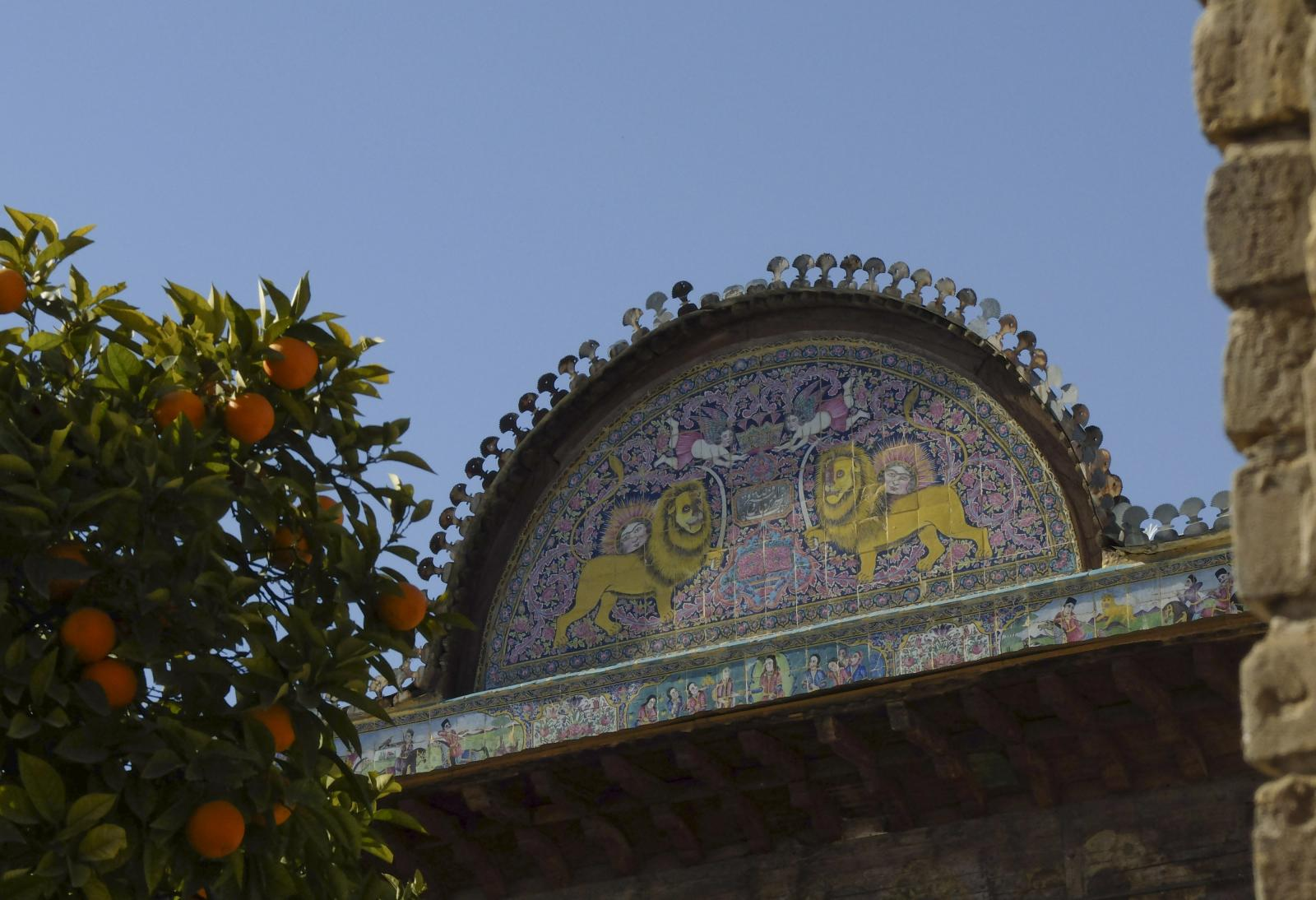
نقاشی شیر و خورشید روی تاق هشتی ساختمان باغ ارم شیراز در میانه‌های دوره قاجار

نشان شیر و خورشید در کاشی‌کاری‌های مجموعه کاخ‌های گلستان

### پس از انقلاب مشروطه و دوران پهلوی

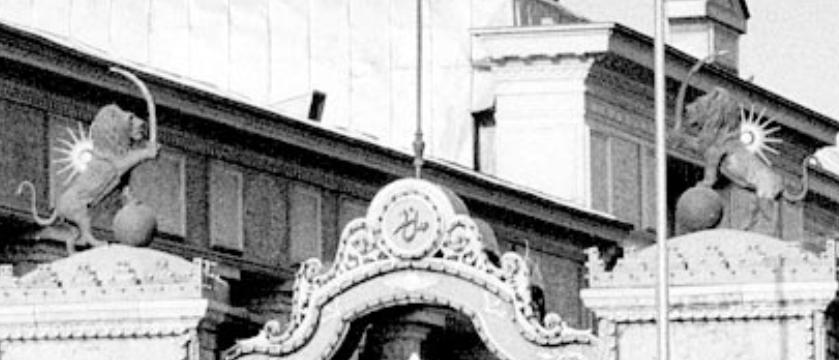
نشان شیر و خورشید به‌همراه لوح عدل مظفر در سر در مجلس شورای ملی در اوایل دوران پهلوی

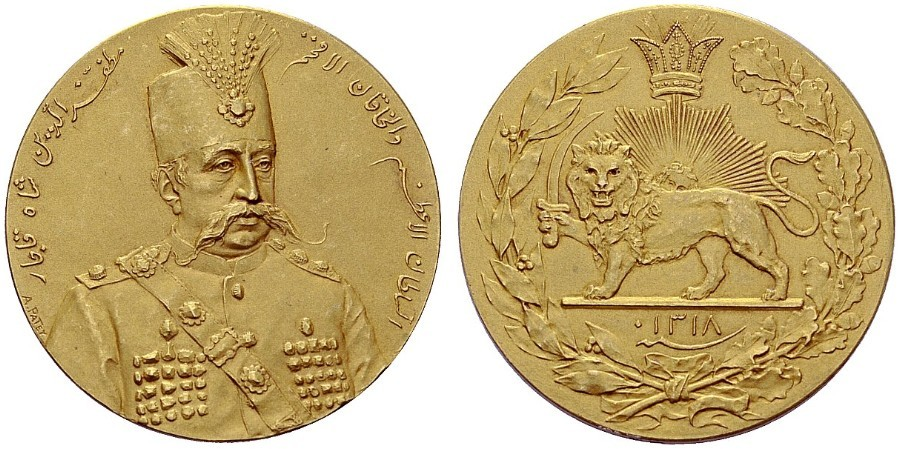
نشان طلای مظفرالدین‌شاه با نقش شیر و خورشید در پشت آن

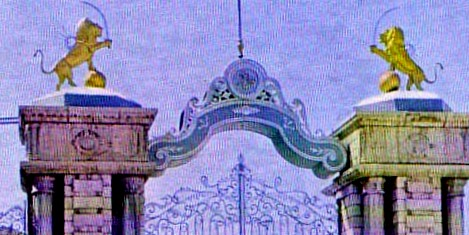
تندیس‌های شیر و خورشید به‌همراه لوح عدل مظفر در سر در مجلس شورای ملی در دهه پنجاه خورشیدی

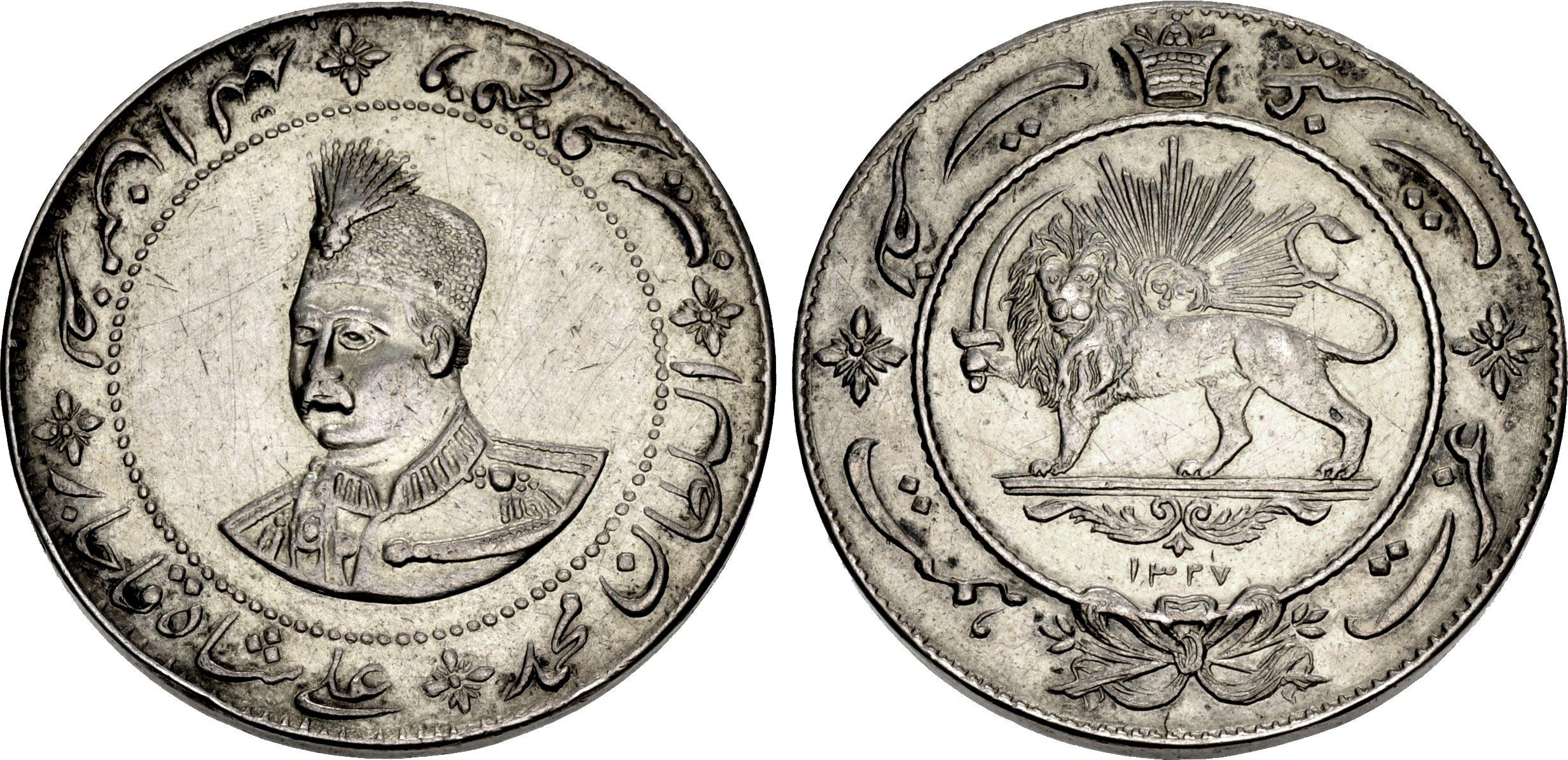
مدال غیرت عزت همت نصرت محمدعلی شاه با نشان شیر و خورشید

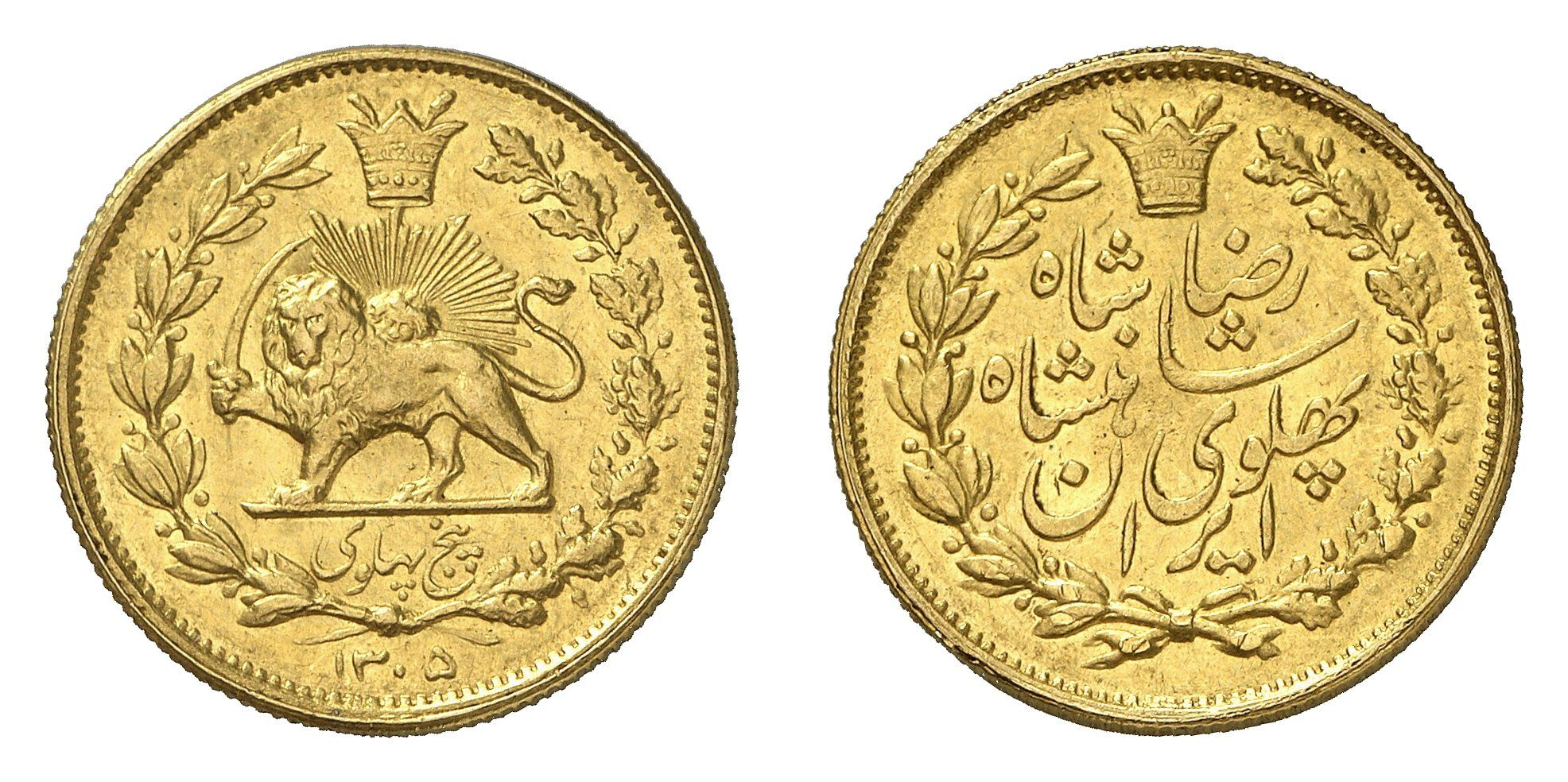
سکه طلای پنج پهلوی، متعلق به سال ۱۳۰۵ خورشیدی مصادف با ۱۹۲۶ میلادی (دوران رضا شاه پهلوی) نام رضا شاه روی سکه درج شده است. نشان شیر و خورشید نیز در طرف دیگر سکه موجود است.

در پنجمین متمم قانون اساسی مشروطه نخستین قانون اساسی ایران (قانون اساسی مشروطه)، پرچم ایران به شکل شیر و خورشید بر روی سه رنگ سرخ و سفید و سبز تعیین شد. این قانون شکل نشان شیر و خورشید پرچم را ایستاده همراه با شمشیری در دست و خورشیدی در پس زمینه توصیف می‌کند. فرمانی به تاریخ ۴ سپتامبر ۱۹۱۰ توصیفی دقیق از این نشان شیر و خورشید ارائه می‌دهد. از جمله این فرمان دم شیر به‌صورت S ایتالیک تعیین می‌شود. همچنین موقعیت اندازه شیر و پنجه او، شمشیرش و خورشید را به‌دقت توصیف می‌کند. نجم‌آبادی بر اساس یک پرده اوایل دوران رضا شاه تناظری دو به دو بین شیر-خورشید و رضا شاه و مادر وطن مشاهده می‌نماید. محتویات این پرده نشان می‌دهد که همان‌گونه که خورشید توسط شیر محافظت می‌شود، رضا شاه به مانند قهرمانی است که باید از مام وطن پاسداری نماید.
هرچند شاهان پهلوی نشان شیر و خورشید قاجارها را می‌پذیرند، اما آن‌ها تاج کیانی (تاج قاجارها) شیر و خورشید را با تاج پهلوی عوض می‌کنند. در زمان رضا شاه پهلوی شیر با چهره واقعی‌تری ترسیم می‌شد و دیگر خورشید به‌صورت زنانه ترسیم نمی‌گردید و خورشید تنها دارای پرتوهایی بود. در این زمان شیر و خورشید پرچم ایران در بسیاری از موقعیت‌ها نظیر کاربردهای نظامی، پرچم به‌همراه تاج پهلوی نیز بوده است. لاندائو زدوده شدن چهره زنانه از خورشید در سال ۱۹۳۸ و به سبب مخالفت‌های مذهبی عنوان می‌کند.
شاهان پهلوی تعبیر ایرانی شیر را دوباره رواج دادند، تعبیری که در آن شیر نشان پادشاهی و همچنین نشان رستم در شاهنامه بوده است. تعابیر گوناگون این نشان در درازنای تاریخ، هر چند بستر نیرومندی برای شیر و خورشید به‌عنوان نشان ملی ایران فراهم آورده بود، اما زمینه مناسبی برای چالش این نشان نیز به وجود آورده بود. نمونه مهم این چالش‌ها زمانی بود که سفارت ایران در لندن از مجتبی مینوی گزارشی در مورد شیر و خورشید خواست. در این گزارش مینوی بر ریشه ترکی این نوشتار پای فشرده بود. مینوی به دولت ایران پیشنهاد نموده بود که نشان شیر و خورشید با درفش کاویانی جایگزین نماید که این پیشنهاد مورد موافقت قرار نگرفت. این نشان پیش از این در زمان جنگ جهانی اول به چالش کشیده شد. زمانی که حسن تقی‌زاده نشریه کاوه را در برلین چاپ می‌کرد. در این زمان تقی‌زاده استدلال می‌کرد که نشان شیر و خورشید نه ریشه‌ای ایرانی دارد و نه آنچنان‌که پنداشته می‌شود نشانی قدیمی است. او بر جایگزینی نشان شیر و خورشید با نشانی ایرانی‌تر مانند درفش کاویانی پافشاری می‌کرد.

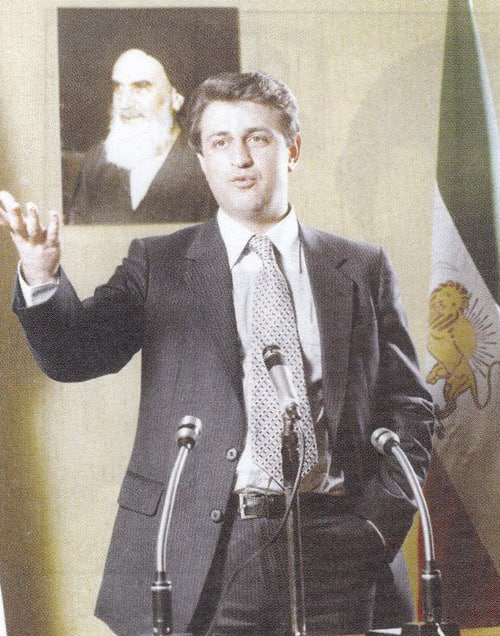
صادق طباطبایی سخنگوی دولت موقت بازرگان در کنار آخرین طراحی رسمی پرچم شیر و خورشید که در دهه ۵۰ انجام شده بود.

### پس از انقلاب ۱۳۵۷

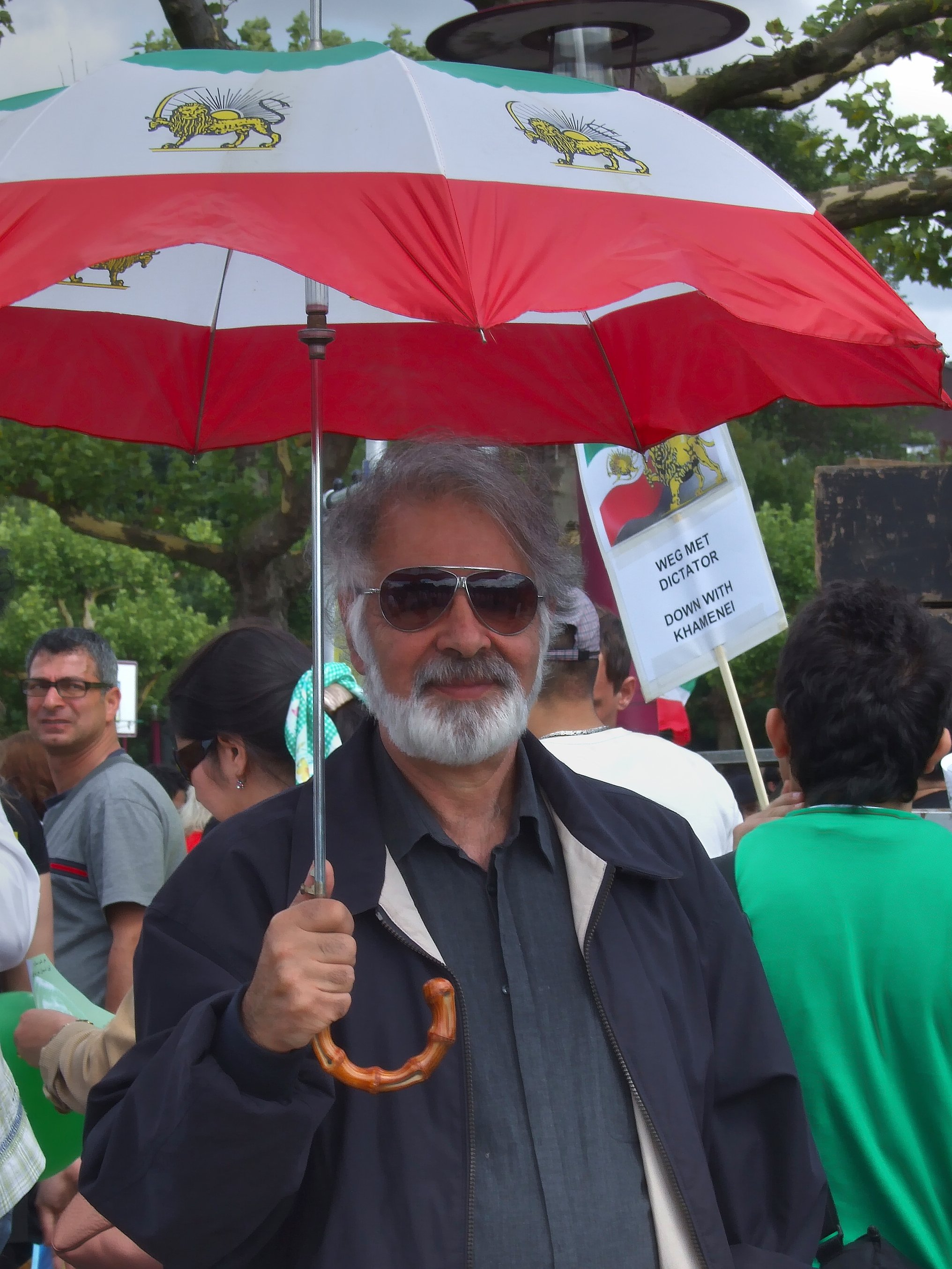
میزان محبوبیت نشان شیر و خورشید در نزد ایرانیان بیرون از کشور بسیار بیش از محبوبیت این نشان در ایران پیش از انقلاب ۱۳۵۷ است.

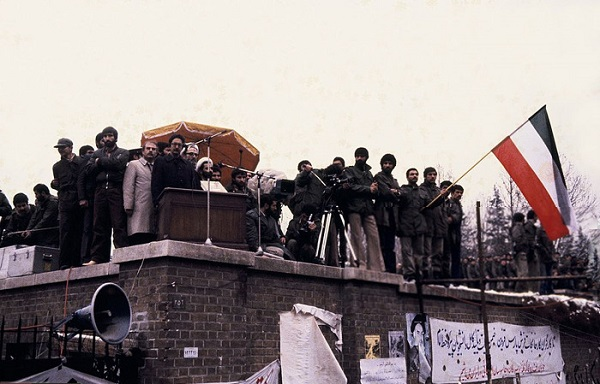
پرچم خورشیدنشان ایران (با حذف شیر) پس از انقلاب اسلامی و پیش از طراحی و رسمیت نشان جمهوری اسلامی

نشان شیر و خورشید تا پیش از انقلاب ۱۳۵۷ به‌عنوان نشان ملی ایران باقی‌ماند. در این زمان این نشان با حکمی از مکان‌های عمومی و سازمان‌های دولتی برچیده شد و با نشان فعلی جمهوری اسلامی جایگزین شد. با وجود آنکه این نشان مفهوم بسیار قدیمی شیعی داشت و شیر منسوب به علی امام اول شیعیان بود، در فضای انقلابی سال‌های اول پس از انقلاب، نشان شیر و خورشید سمبل یک «نظام سرکوبگر، غرب‌زده شاهنشاهی» بود که باید جایگزین می‌شد.
در فضای هیجان زده روزهای نخست انقلاب ۱۳۵۷، بسیاری از نشان‌ها، یادبودها و بناهایی که از نگاه انقلابیون نمادی از حکومت پهلوی به‌شمار می‌رفتند نابود شده یا به روش‌های گوناگون از دید همگانی پنهان شدند. حذف این نشان تاریخی با نارضایتی بسیاری از مورخان و چهره‌های فرهنگی ایران پس از انقلاب روبرو شده است. در سال‌های اخیر گرایش‌هایی برای بازگشت این نشان در میان قانونگذاران جمهوری اسلامی نیز حس می‌شود. در سال ۱۳۸۷ تلاشی برای بازگرداندن سردر شیر و خورشید مجلس ایران صورت پذیرفت. اما با وجودی که این کار با استقبال افکار عمومی همراه بود و قانونگذاران ایران هم نسبت به این کار ابراز تمایل کرده بودند، این شیرها پس از دو روز دوباره به زیر کشیده شد.

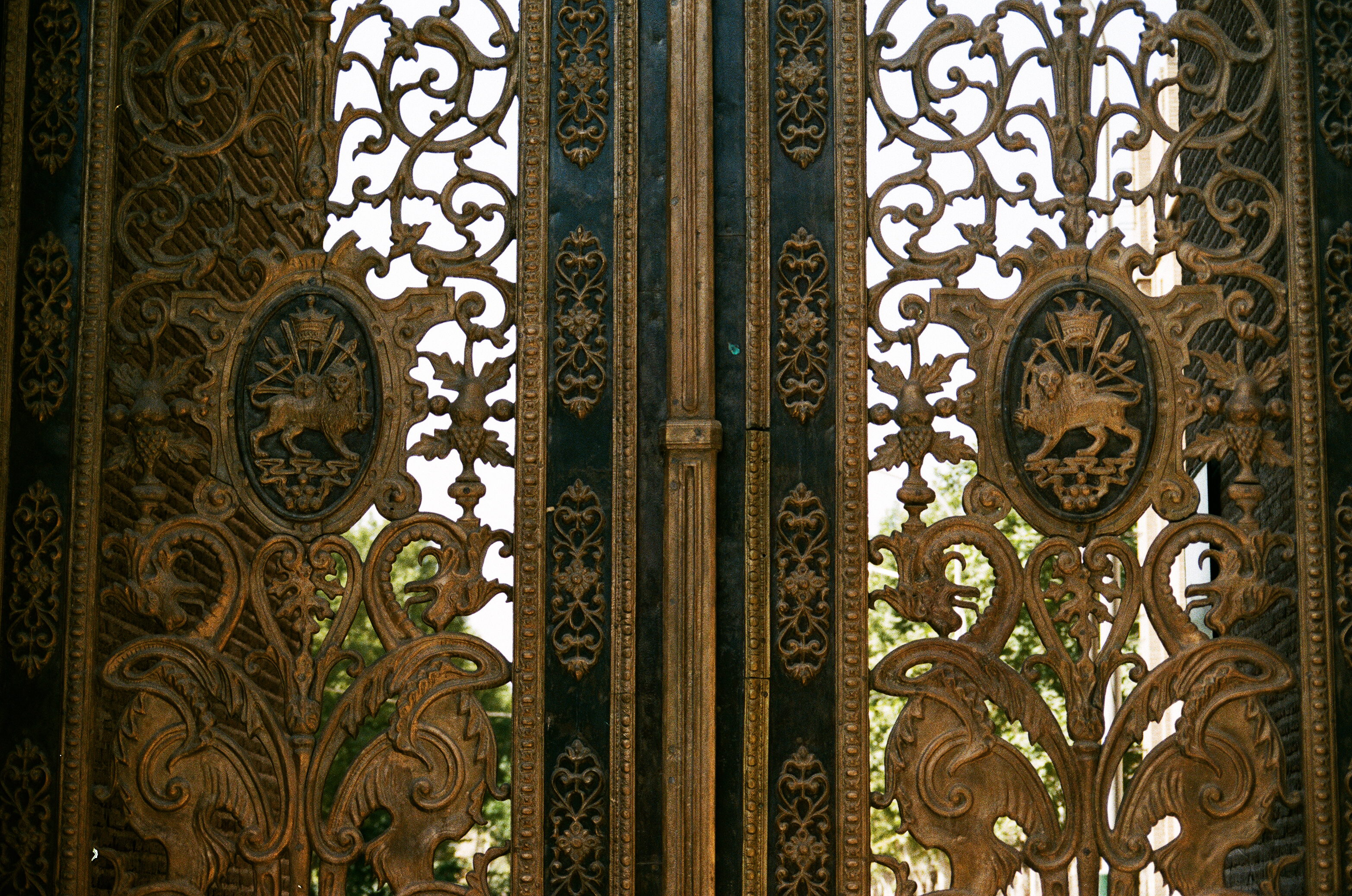
نشان شیر و خورشید بر روی درهای برنزی باغ ملی؛ ساخته شده در زمان احمد شاه

پرچم شیر و خورشید ایران

طرحی جدیدتر از نماد شیر و خورشید

در سال‌های اخیر شیر و خورشید هنوز توسط بسیاری از ایرانیان خارج کشور به‌عنوان نماد مخالفت با جمهوری اسلامی بکار می‌رود. بسیاری از گروه‌های مخالف نظام فعلی ایران مانند گروه‌های سلطنت طلب، سازمان مجاهدین خلق، سوسیال دموکرات‌ها و ملّیون از این نشان به‌عنوان نشان رسمی خود استفاده می‌کنند. در لس آنجلس که دارای جمعیت بزرگی از ایرانیان است نشان شیر خورشید از روی لیوان‌ها تا روی چترها بکار می‌رود. میزان محبوبیت نشان شیر و خورشید در نزد ایرانیان خارج از کشور بسیار بیش از محبوبیت نشان در ایران قبل از انقلاب ۱۳۵۷ در خود ایران است.

## استانداردسازی شیر و خورشید
در مقرره‌ای به تاریخ ۱۲ شهریور ۱۲۸۹ جزئیات علامت شیر و خورشید شامل نحوهٔ رسم دم شیر (مانند حرف S ایتالیک)، محل و اندازهٔ شیر، شمشیر و خورشید توصیف شد.در مقرره‌ای به تاریخ ۱۴ دی ۱۳۳۶ چنین آمده است: «نقش شیر و خورشید به رنگ زرد طلایی در وسط پرچم روی قسمت سفید و به قسمی رسم می‌شود که سر شیر به طرف چوب پرچم و شمشیر به‌طور عمودی در دست شیر قرار گرفته و پای شیر به طرف رنگ قرمز باشد. در یک روی پرچم که سر شیر به طرف چپ بیننده است، شمشیر در دست راست شیر است و نگاه شیر متمایل به چپ و دم شیر به شکل حرف S ایتالیک است و یک خم به طرف بالا دارد. در روی دیگر پرچم عکس این وضع خواهد بود؛ یعنی شمشیر در دست چپ شیر است و نگاه شیر متمایل به راست و دم شیر وارونهٔ حرف S ایتالیک است و شیر و خورشید دو روی پرچم باید برهم منطبق باشد. زیر پای شیر از امتداد شمشیر تا نقطهٔ تقاطع عمود فرضی که از آخرین نقطهٔ دم شیر فرود آید متناسب با ابعاد تصویر، خط مستقیمی رسم می‌شود.» در مقرره‌ای دیگر به تاریخ ۲۵ بهمن ۱۳۳۷ شیر و خورشید به جای خط افقی بر روبانی تاخورده جای داده می‌شود. به گفتهٔ یحیی ذکاء در ۱۳۴۴ کمیسیونی در «مؤسسهٔ استاندارد و تحقیقات صنعتی ایران» تشکیل شد که برای پرچم ایران استانداردهایی را تدوین نماید. بار دیگر در این استاندارد، تکیه‌گاه شیر، یک خط (به جای روبان تاخورده) توصیف شد. سرانجام نیز در دههٔ ۱۳۵۰، طراحی‌ای گرافیکی از شیر و خورشید رسمیت یافت و بر اسناد دولتی و پرچم‌ها نقش بست.
تناسب پهنا به درازای پرچم: در مقرره‌ای به تاریخ ۱۳۱۴ قطع (تناسب پهنا به درازای) پرچم‌های دولتی، ملی و نظامی بر زمین ۲ به ۳ و بر کشتی‌ها ۱ به ۳ تعیین گردید. در مقرره‌های دیگری به تاریخ ۱۴ دی و ۸ بهمن ۱۳۳۶ تناسب پهنا به درازای پرچم‌های ایران بر زمین و بر کشتی‌ها ۱ به ۱٫۷۵ (یا همان ۴ به ۷) تعیین شد که این تناسب در پرچم کنونی که جمهوری اسلامی برای ایران طراحی کرد نیز رعایت می‌شود.

## شیر و خورشید سرخ

نشان شیر و خورشید سرخ از سوی جمعیت صلیب سرخ بین‌المللی به رسمیت شناخته می‌شود

از سال ۱۹۲۹ شیر و خورشید سرخ به‌عنوان یکی از نشان‌های رسمی جمعیت صلیب سرخ جهانی در کنار نشان‌های هلال احمر و صلیب سرخ پذیرفته شد. از ۴ سپتامبر ۱۹۸۰ نظام جمهوری اسلامی ایران به‌طور رسمی اعلام نمود که از این پس نشان هلال احمر را به کار خواهد گرفت، هر چند حق خود را برای بازگشت به نشان شیر و خورشید محفوظ می‌دارد. کنوانسیون ژنو همچنان نشان شیر و خورشید سرخ را یکی از نشان‌های رسمی خود می‌داند.